# Biserica de lemn a Mănăstirii Lupșa

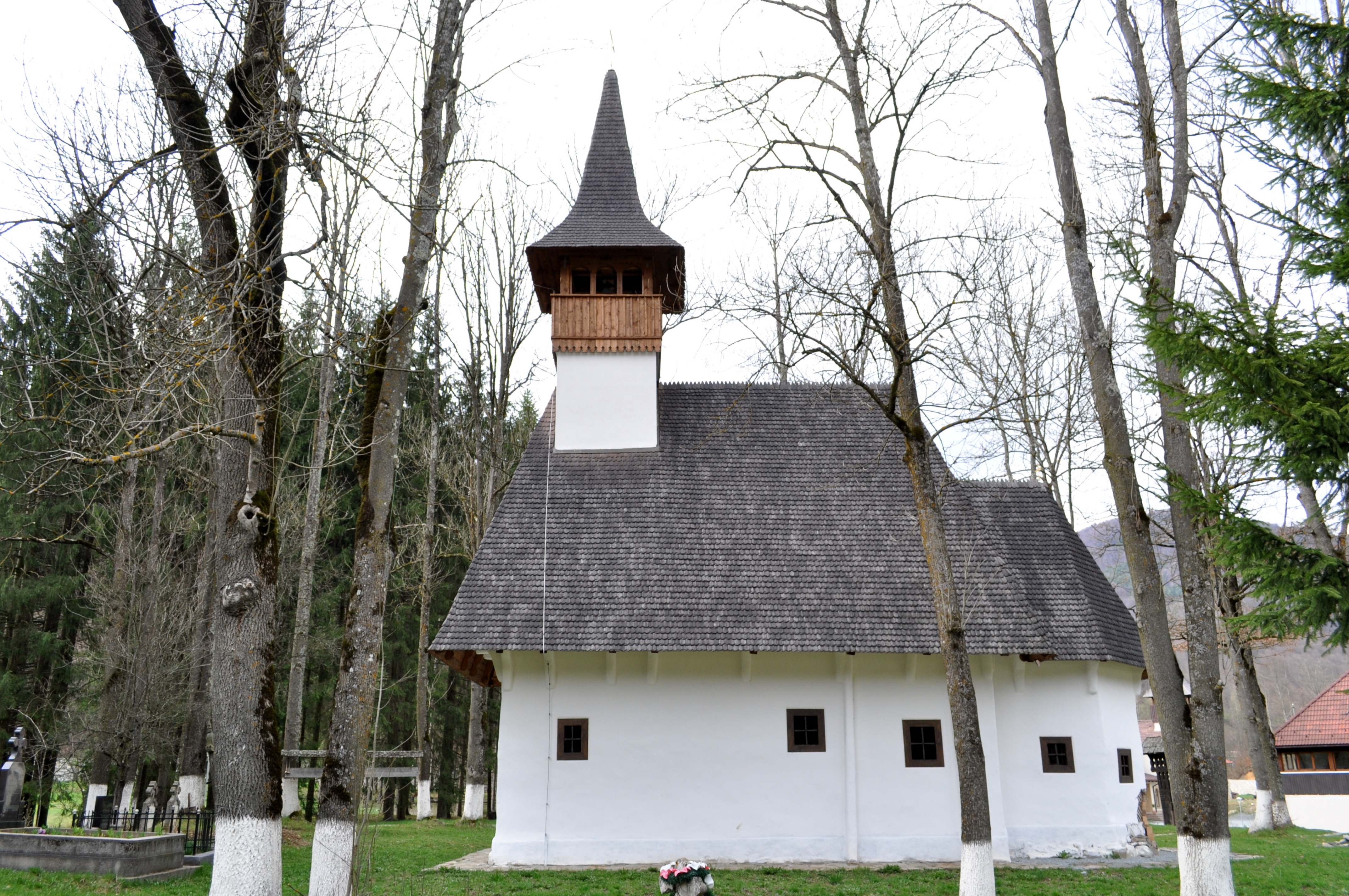
Biserica de lemn a Mănăstirii Lupşa, judeţul Alba, foto: aprilie 2013.

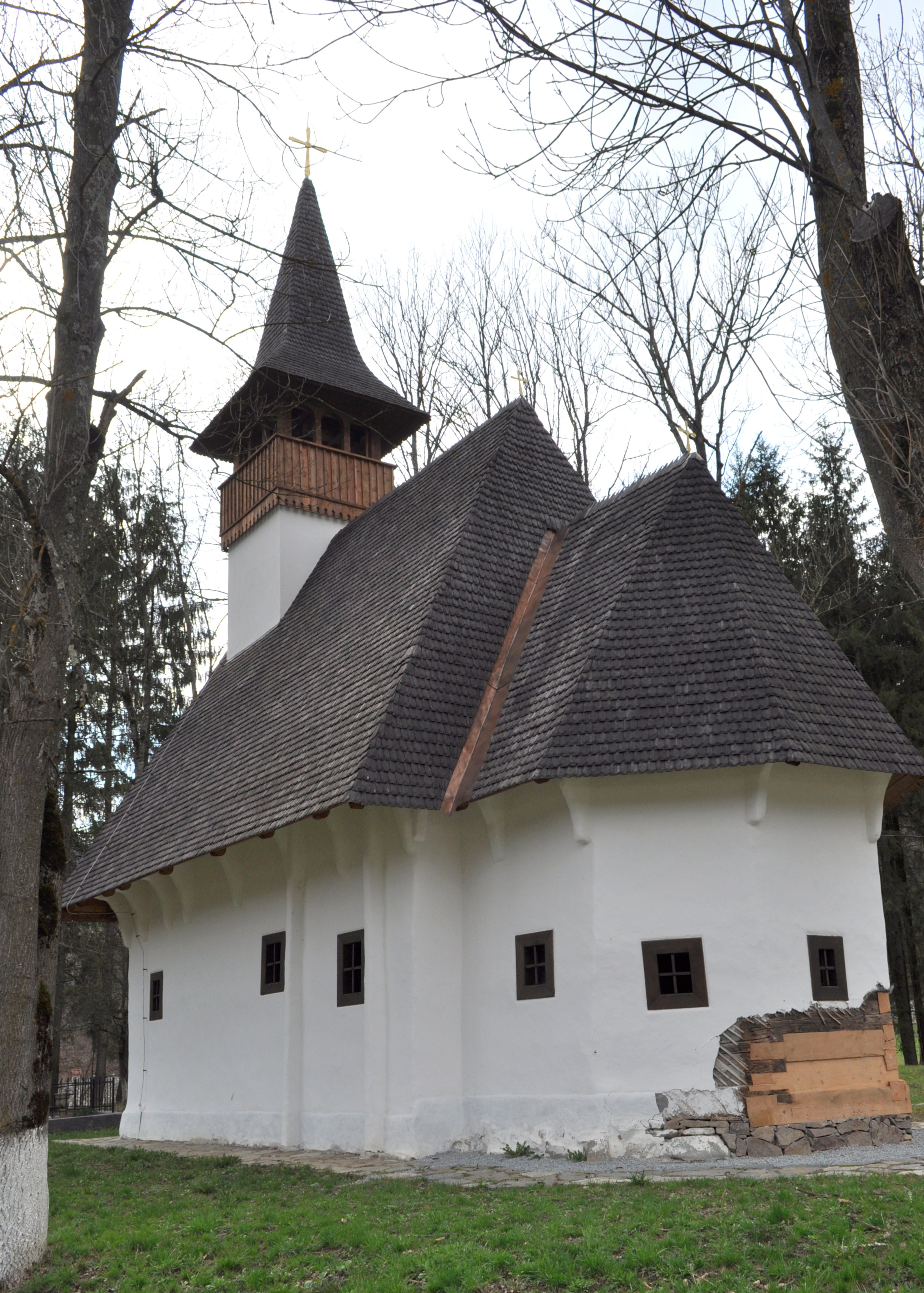
Biserica de lemn a Mănăstirii Lupşa, judeţul Alba, foto: aprilie 2013.

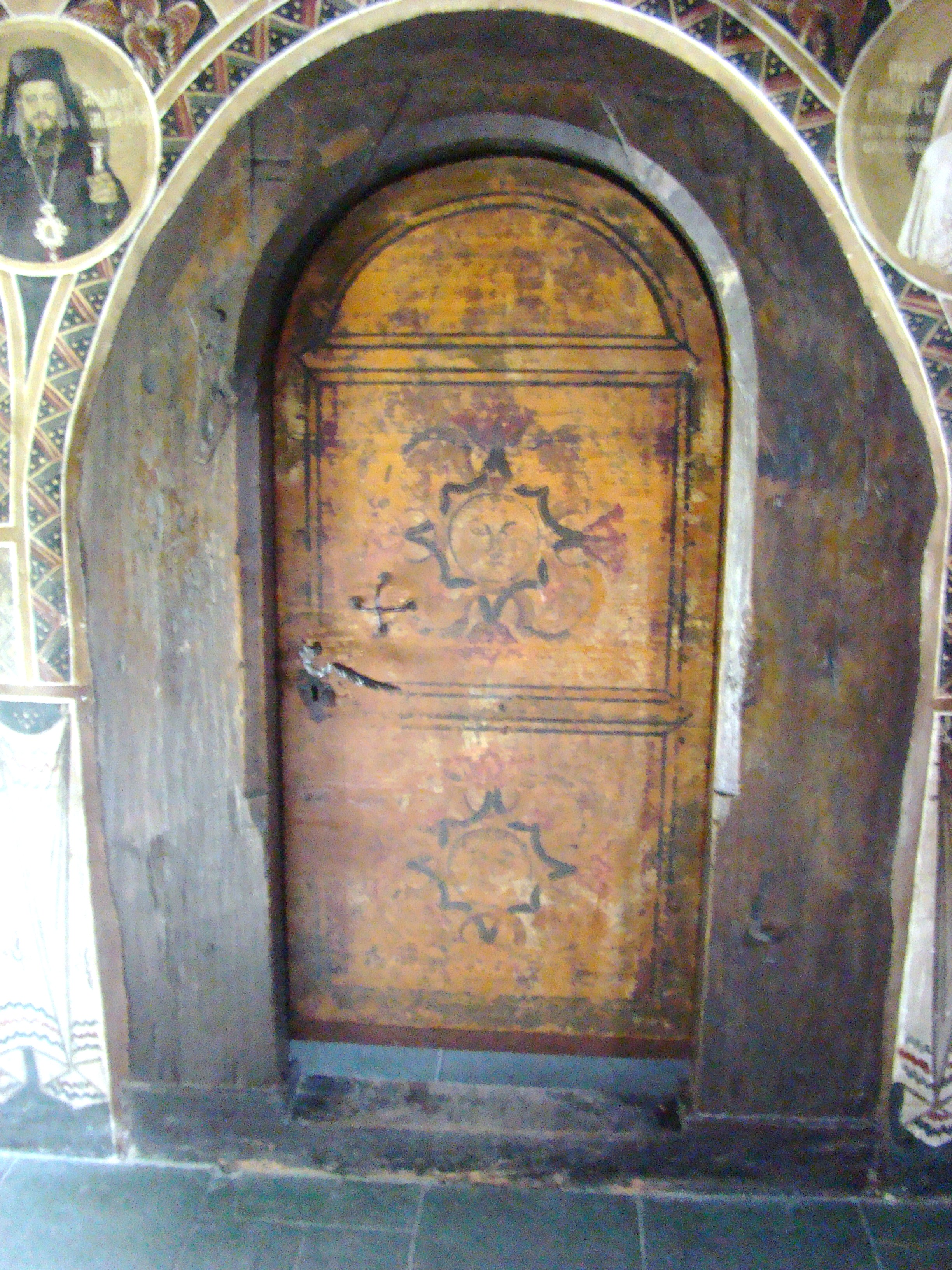
Ușa, pictată, de trecere din naos în pronaos

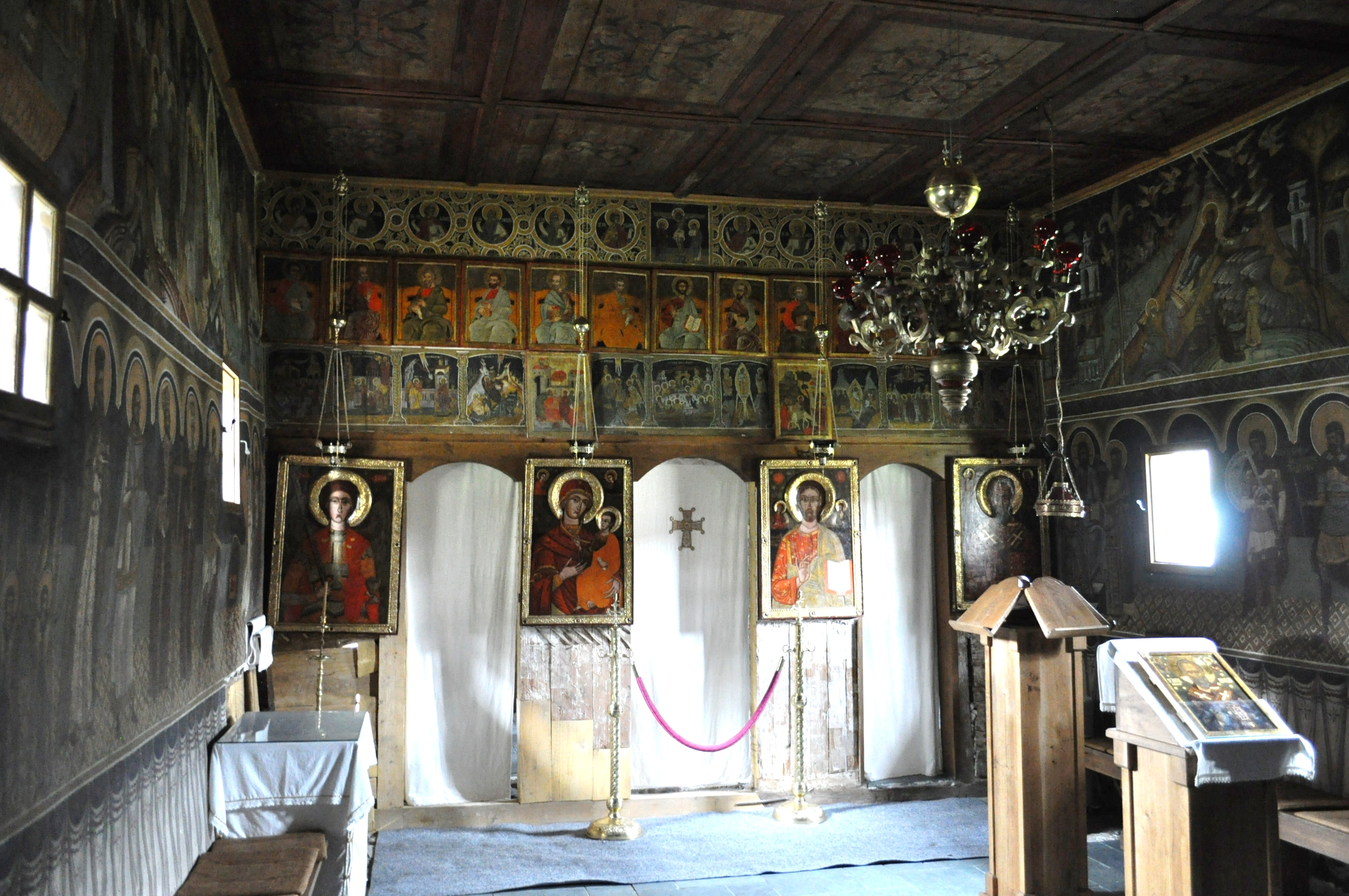
Nava spre iconostas

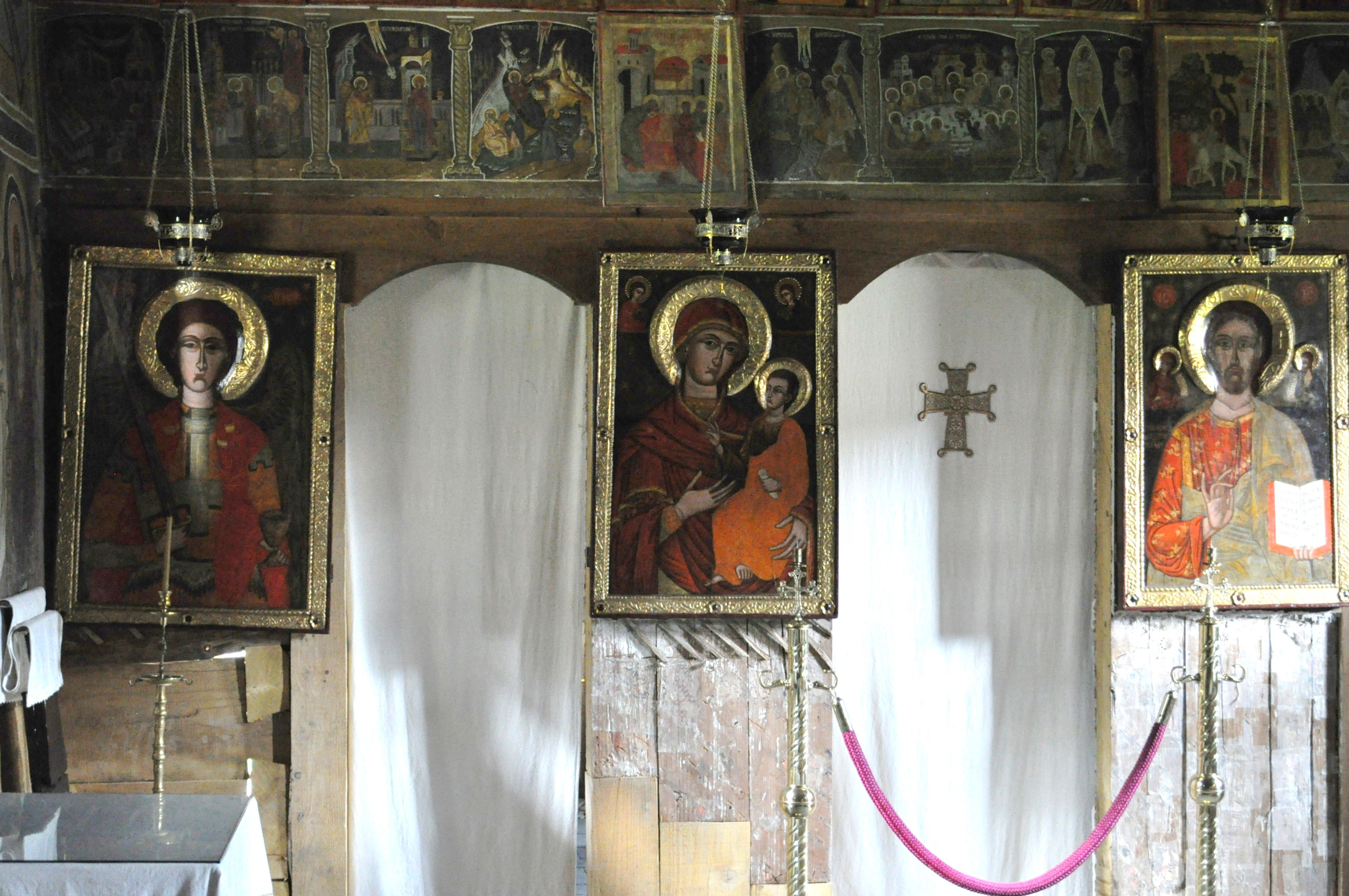
Icoanele împărătești

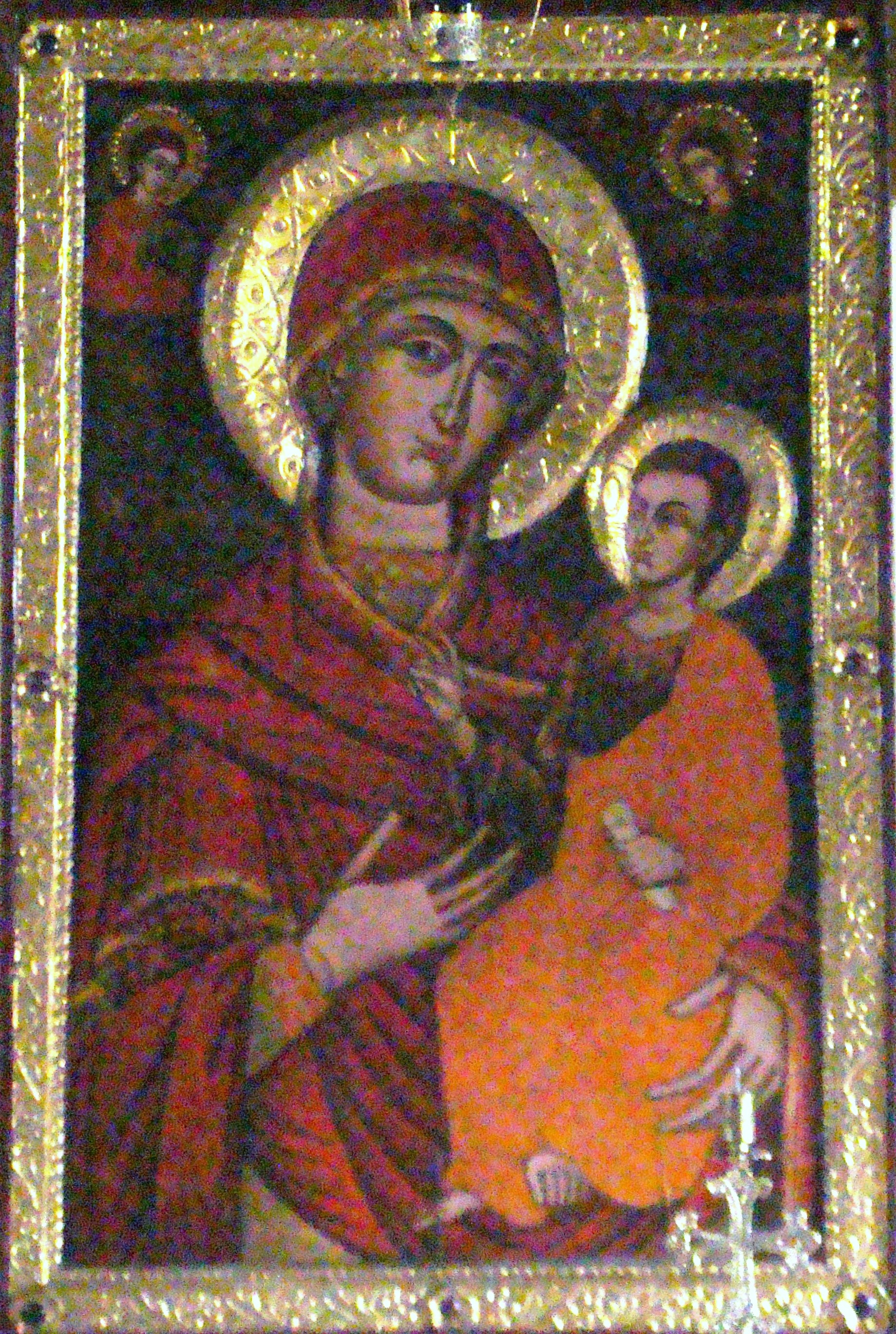
Maica Domnului cu pruncul

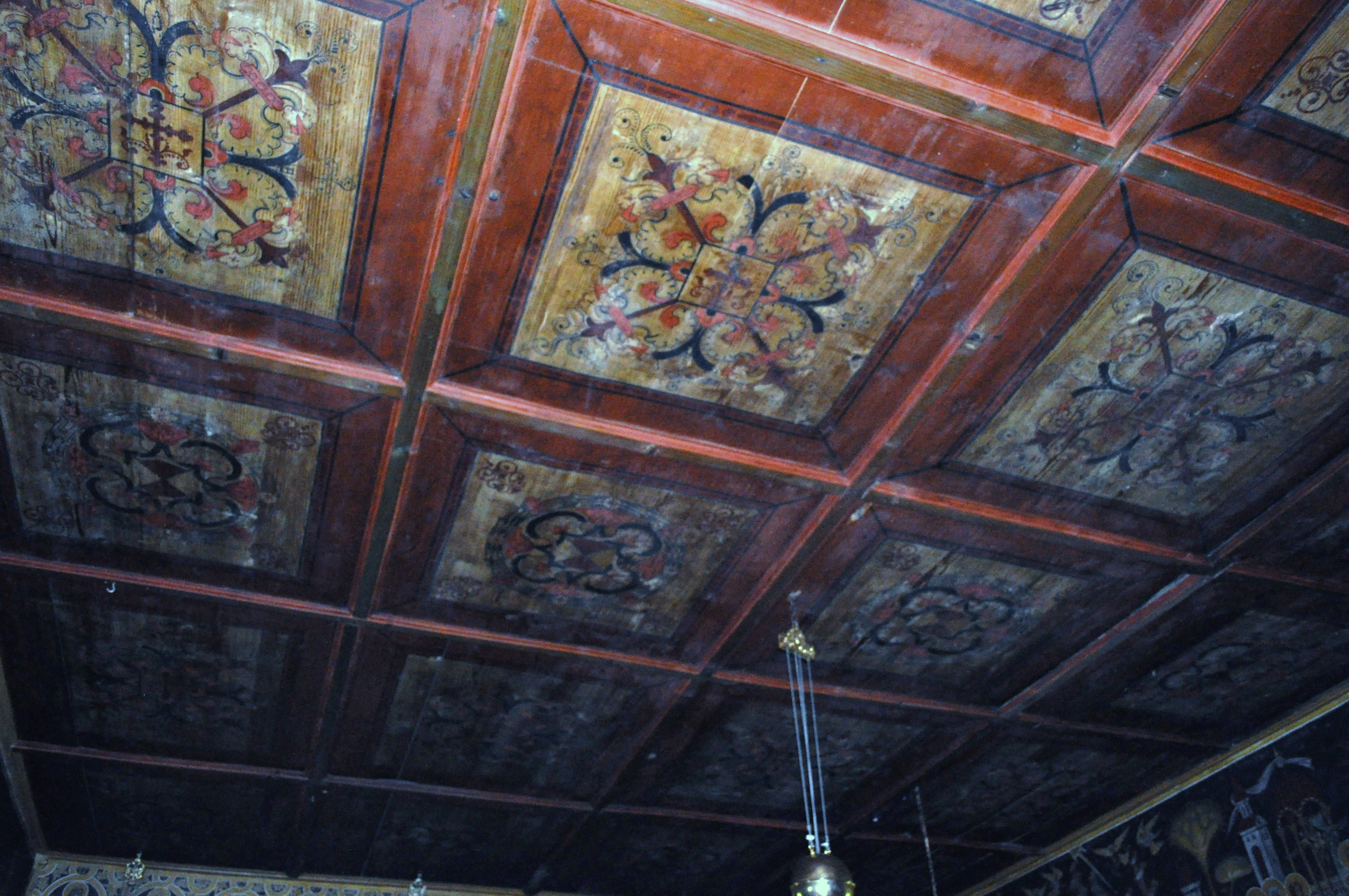
Tavanul casetat

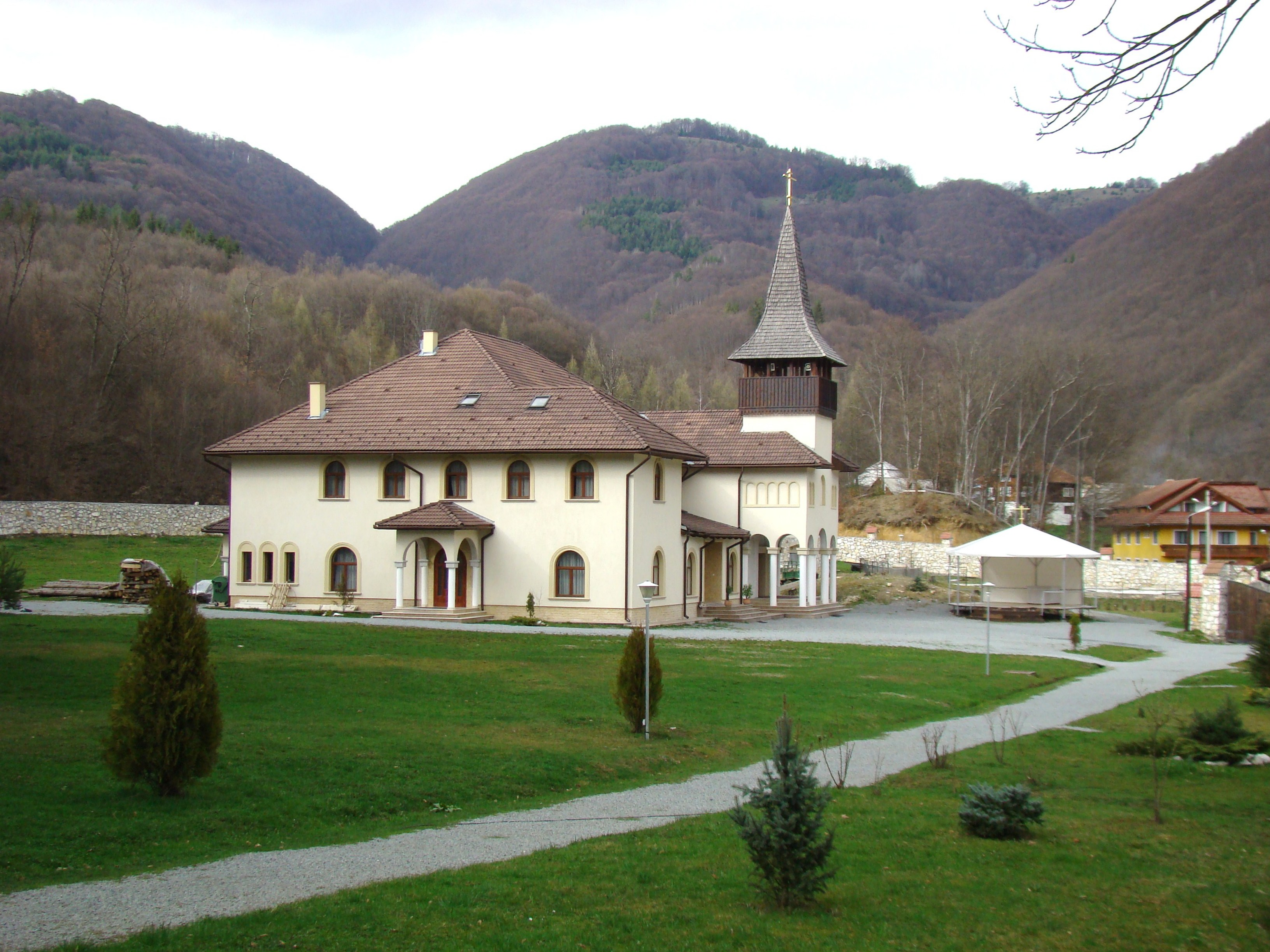
Mănăstirea Lupșa

Biserica de lemn a Mănăstirii Lupșa, sat Mănăstire, comuna Lupșa, județul Alba, datează din secolul al XV-lea, refăcută în anul 1694, devenind greco-catolică de la cca. 1832 până în 1948, când a fost redată Bisericii Ortodoxe. Biserica are hramul „Sfântul Nicolae”. Biserica se află pe lista monumentelor istorice din județul Alba sub codul LMI cod LMI AB-II-m-A-00384.
Nu trebuie confundată cu biserica de zid din satul Lupșa, cu hramul Nașterea Maicii Domnului, monument istoric care datează din 1421, aflat sub codul LMI AB-II-m-A-00248.

## Istoric
Biserica de lemn a Mănăstirii Lupșa are o mare importanță istorică datorită vechimii, 1429, și a implicării în ridicarea sa a familiei cneziale Cândea de Lupșa. Izvoarele documentare au reținut intenția de a o dărâma a generalului austriac Buccow, din cauză că ieromonahul Procopie, un călugăr al mănăstirii, era implicat în mișcarea de împotrivire la uniatism condusă de Cuviosul Sofronie de la Cioara. Petru Pavel Aron, episcopul unit de la Blaj, care era originar din Bistra (sat învecinat cu Lupșa), în scrisoarea sa din 9 octombrie 1762 adresată generalului Buccow, o numește “per antiquum”, iar în cea din 17 iulie, același an, îl roagă să n-o dărâme, ci, alungându-l pe Procopie, să o dea uniților. Printre cărțile cu care era înzestrată mănăstirea se numărau: Faptele Apostolilor sau Praxiul, tipărit la Brașov, în 1563, de diaconul Coresi, și Noul Testament, din 1648, de la Alba Iulia.
Dezvoltarea picturii a aflat la Lupșa o ambianță propice. Cele câteva icoane păstrate sunt edificatoare în acest sens: icoanele împărătești, probabil de la mijlocul secolului al XVIII-lea, cu bogat decor floral pe ramă și pe aureole, vădesc confluența aici a artei moldovenești cu aceea de la sudul munților. Icoana Adormirea Maicii Domnului, de factură bizantină, poate fi atribuită lui Simion zugravul ot Bălgrad. 
„Rolul zugravilor de la Lupșa, în păstrarea tradițiilor artei postbrâncovenești, în formarea unei arte comune românești, este plenar ilustrat prin activitatea zugravului Nicolae Bădău din Lupșa Mare, care între sfârșitul secolului al XVIII-lea și 1820, a purtat și răspândit în satele bănățene mesajul artei sale.”—Ioana Cristache-Panait, Biserici de lemn monumente istorice din Episcopia Alba Iuliei.
Pictura interioară actuală datează din 1997, fiind realizată în tehnică fresco de către Prof. Nicolae Sava. După un proces de restaurare finalizat în 2009, în 14 septembrie același an biserica a fost resfințită de către Arhiepiscopul Andrei al Alba-Iuliei și de Mitropolitul Iosif al Europei Occidentale.  

## Arhitectură
Lăcașul de cult are un plan dreptunghiular, cu absida decroșată, poligonală, cu cinci laturi. Silueta sa se distinge prin armonia proporțiilor și prin accentuata înălțime a acoperișului, cu învelitoare de șiță. În decursul vremii, construcției i s-au adus înnoiri, cu prilejul lucrărilor de reparație. Între acestea se numără supraînălțarea pereților și, respectiv, desfacerea bolților originare și înlocuirea lor cu tavane drepte, casetate. Modificarea a avut loc înainte de 1694, sau în acel an, când elementele respective au fost și împodobite prin pictură, cu un decor inspirat din tavanele ale bisericilor reformate. În naos se repetă trei motive (florale și geometric), pe tavanul altarului neapărând însă decât soarele și luna, alături de o casetă cu inscripția în limba latină, dar cu anul redat cu grafie chirilică, fapt nu lipsit de însemnătate în ceea ce privește originea etnică a semnatarilor. În 1865, pereții au fost tencuiți la interior și exterior, ancadramentele originale ale intrărilor fiind și ele înlocuite. Turla existentă în partea de apus a fost adăugată ulterior bisericii, într-o perioadă necunoscută. În anul 2009, biserica a fost restaurată, refăcându-i-se învelitoarea și pardoseala.

## Imagini din exterior

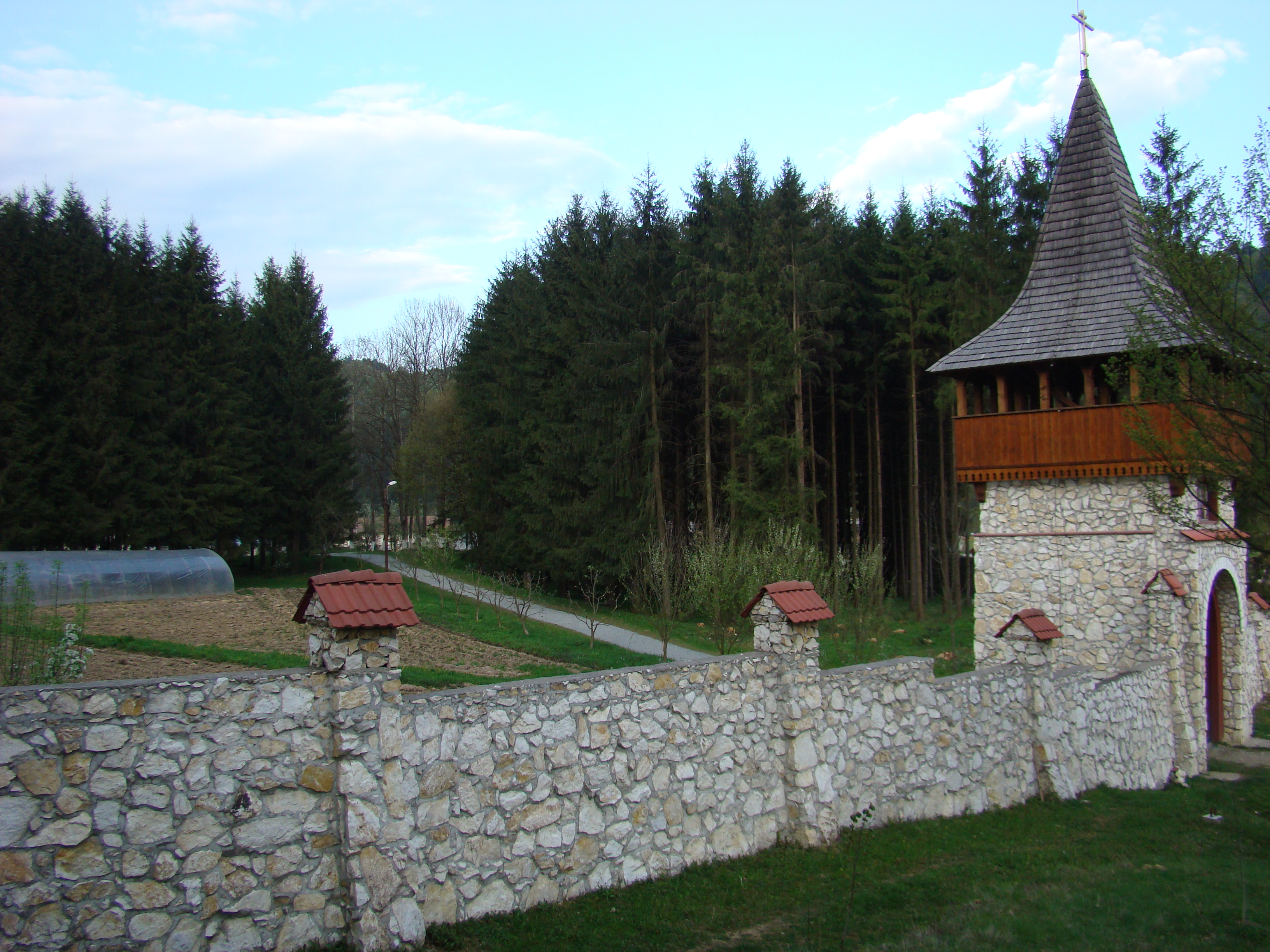
Drumul spre biserica mănăstirii
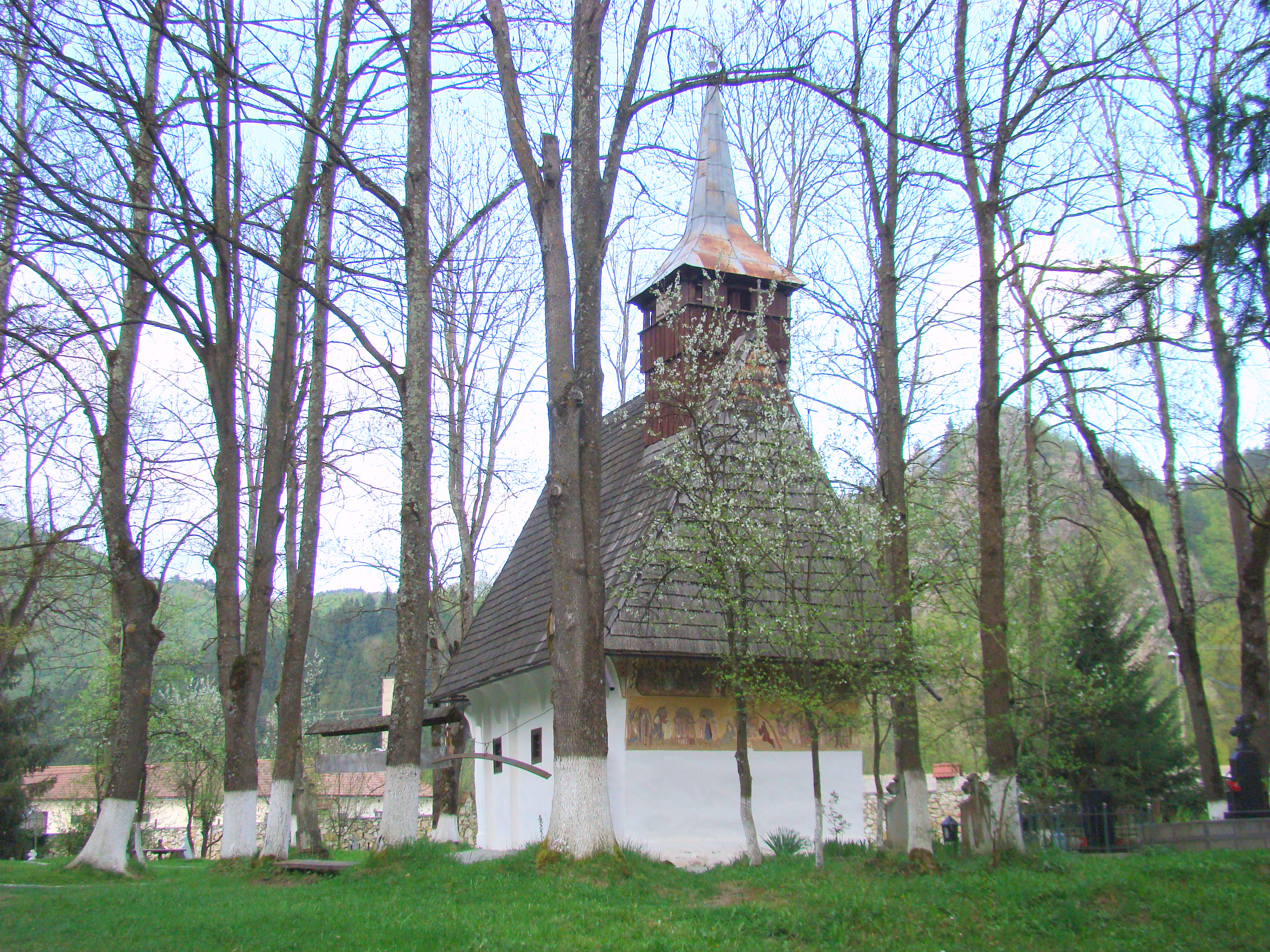
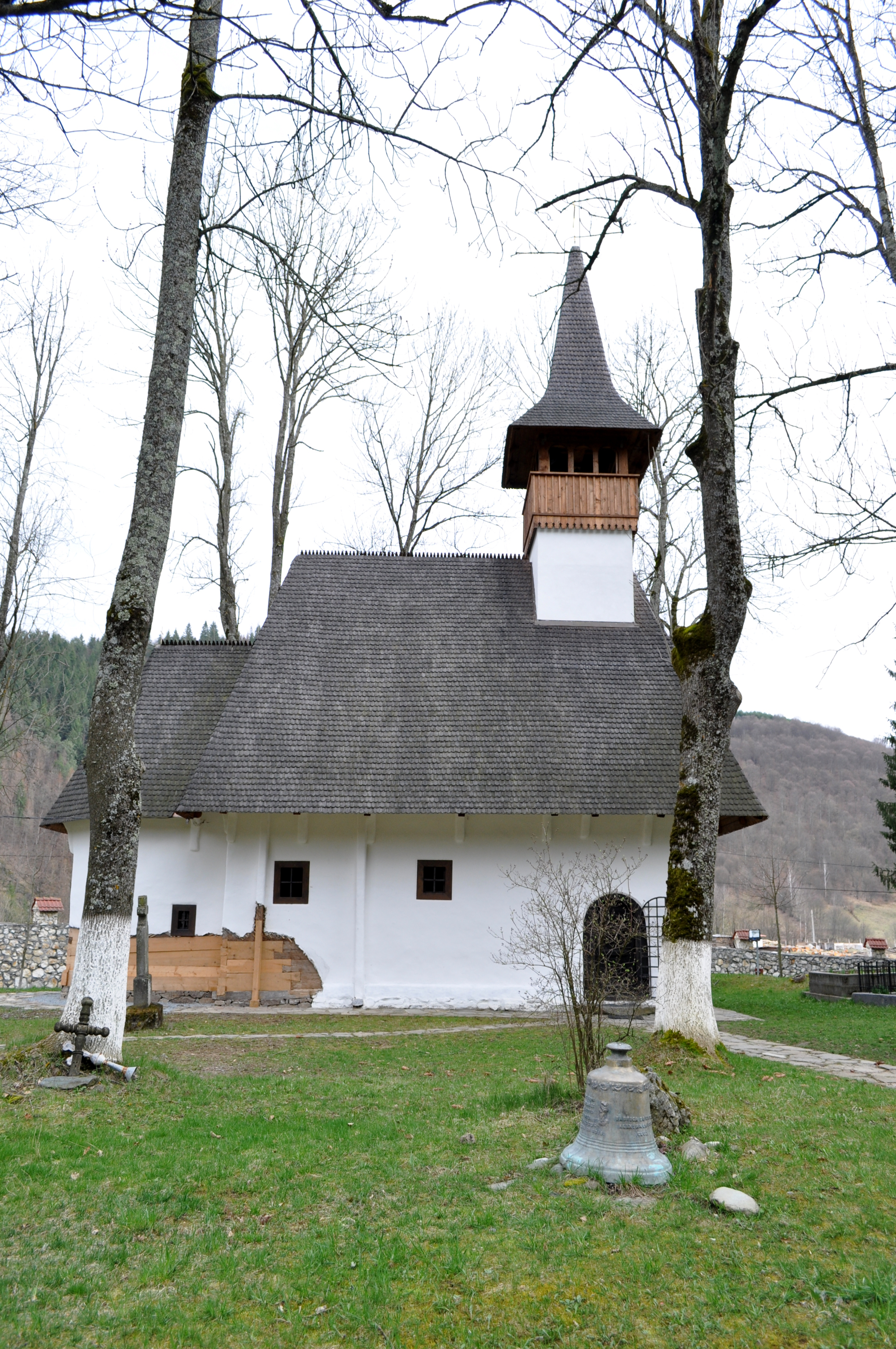
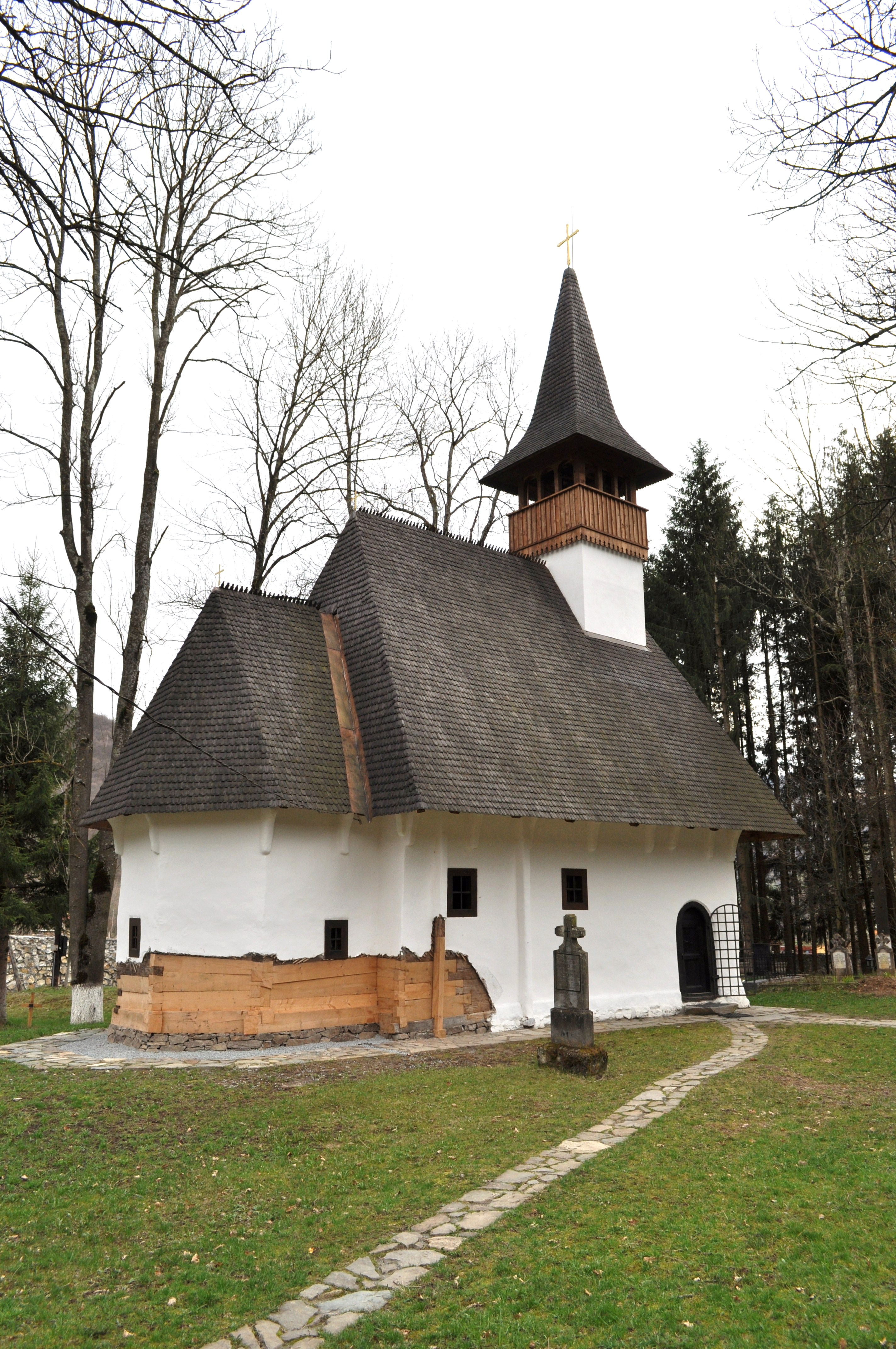
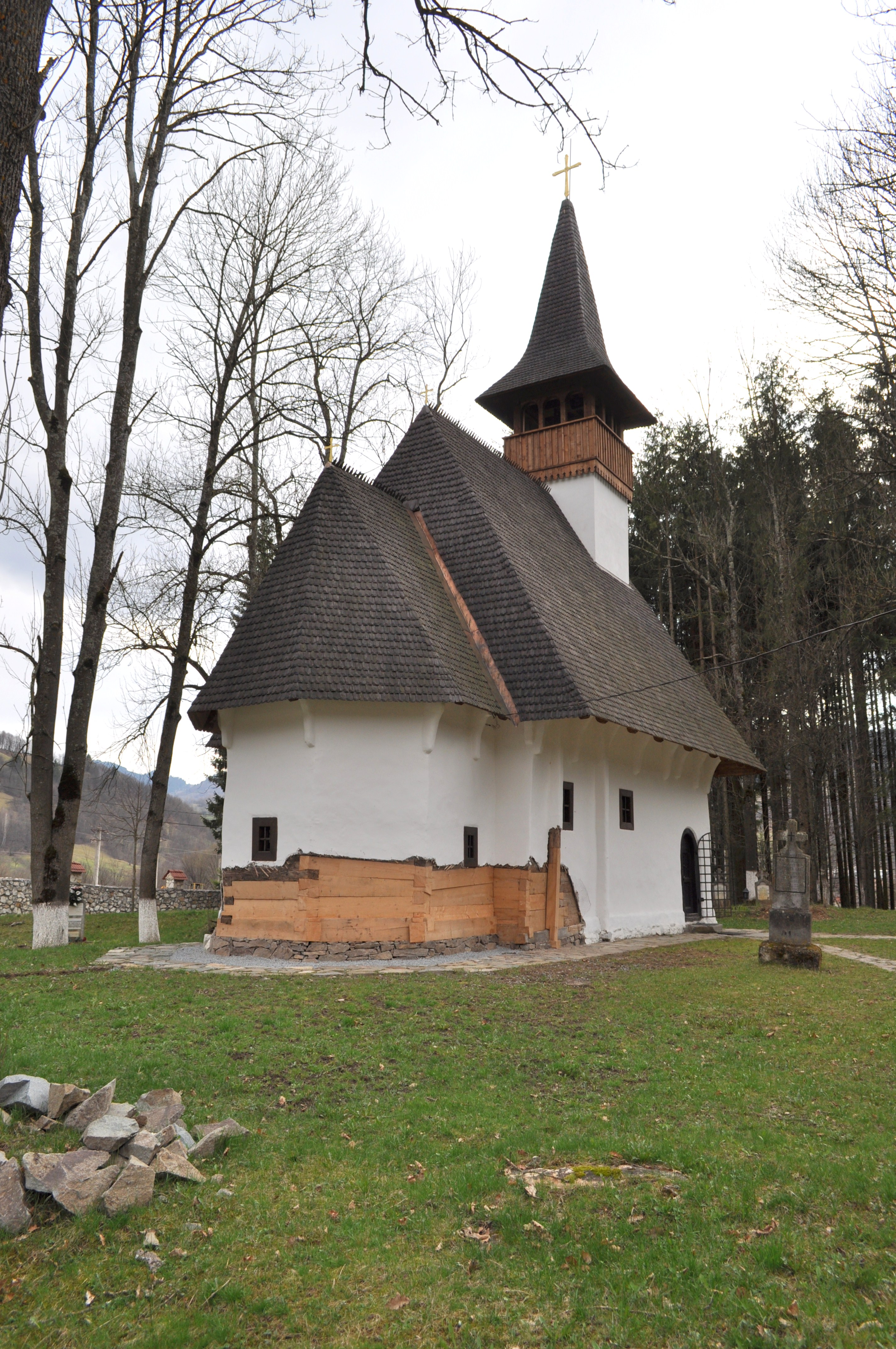
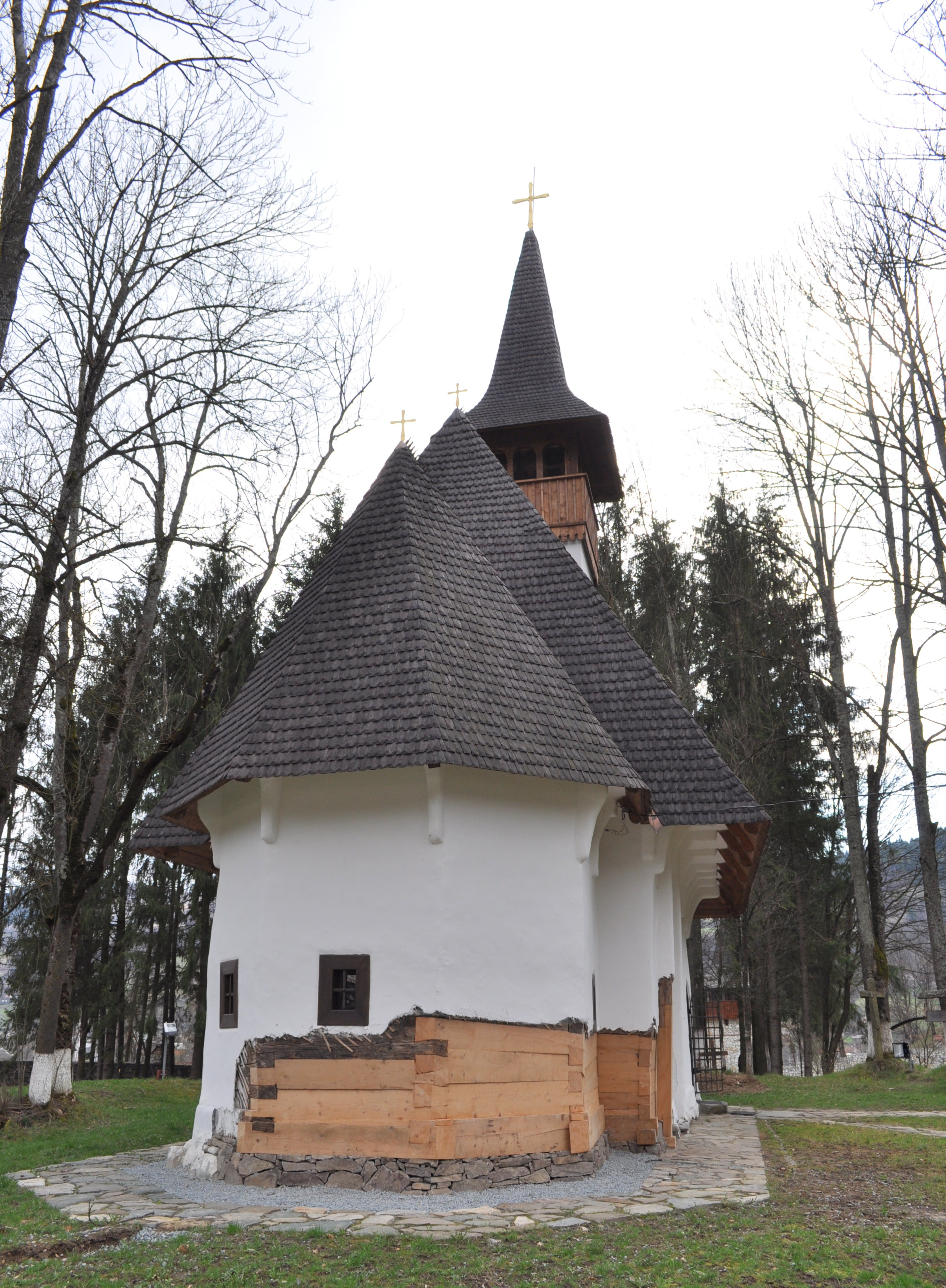
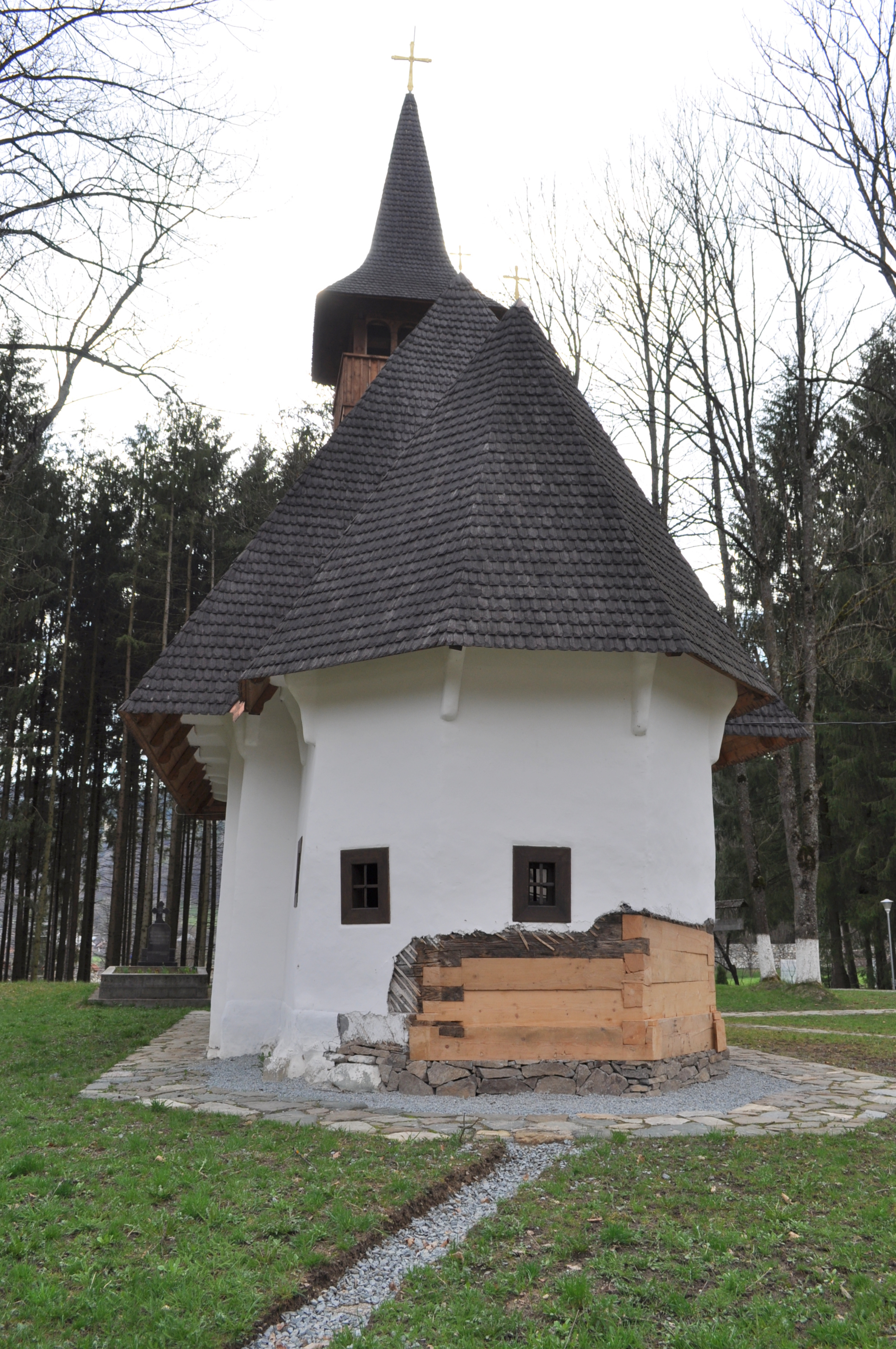
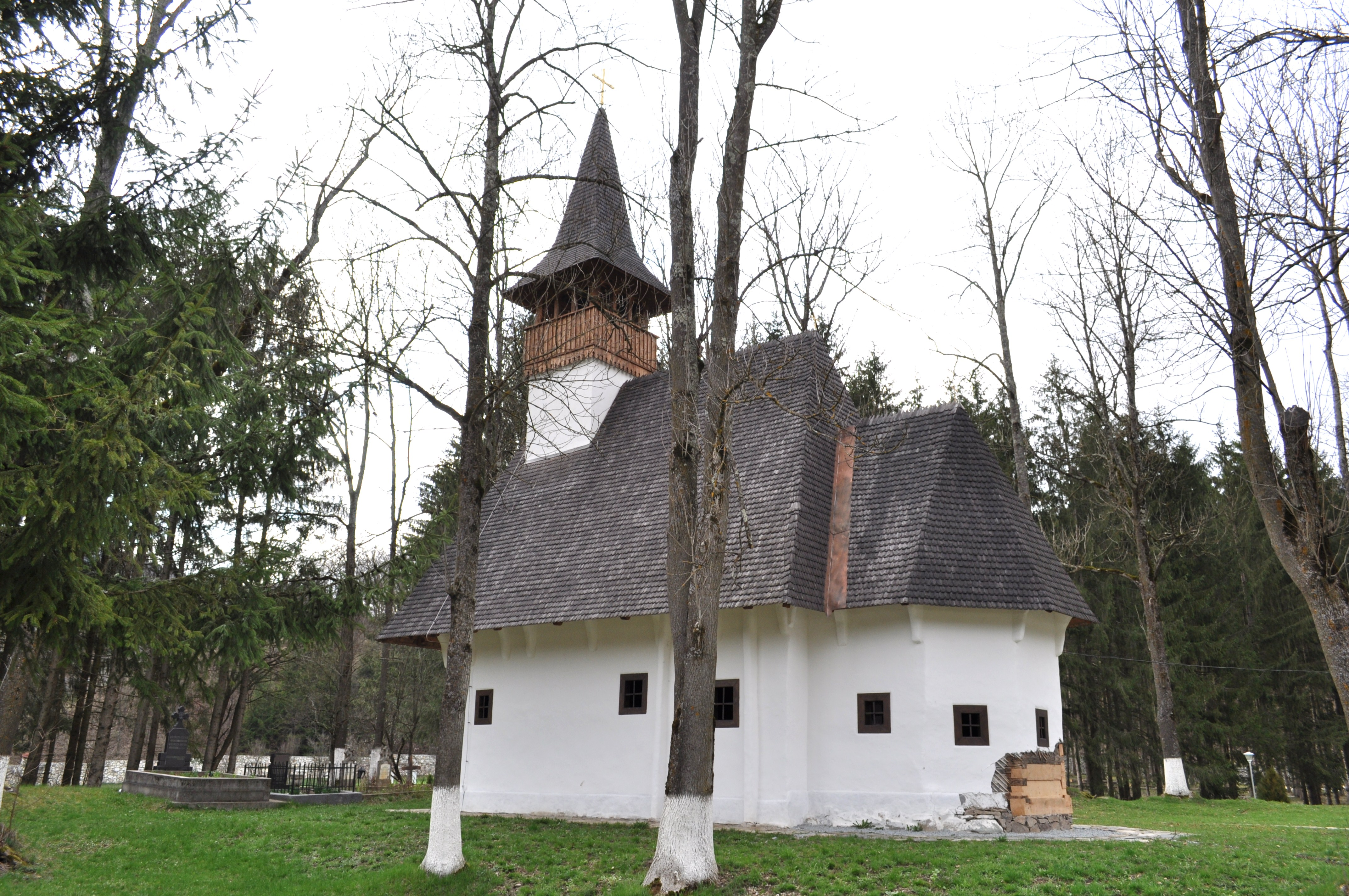
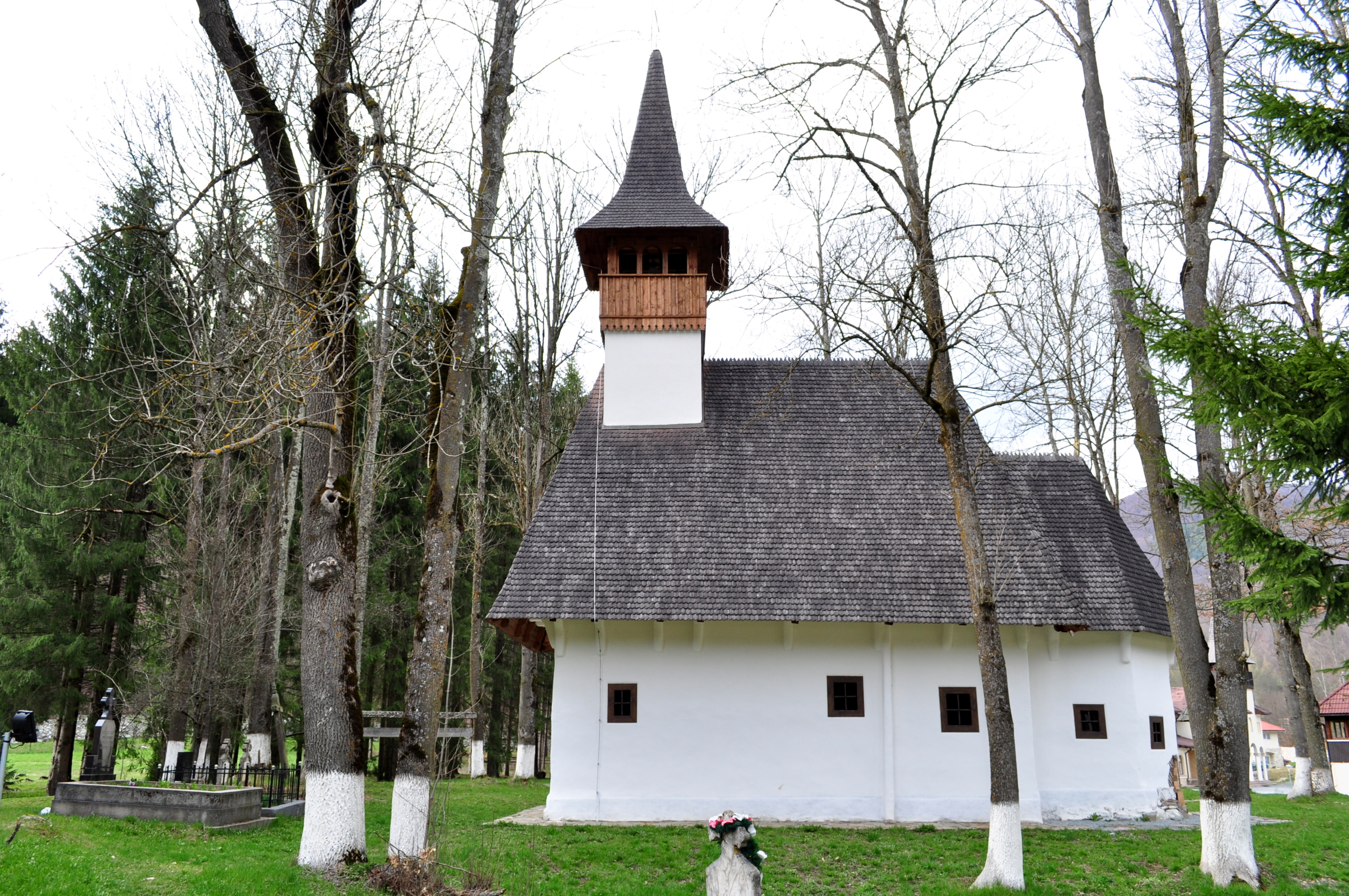
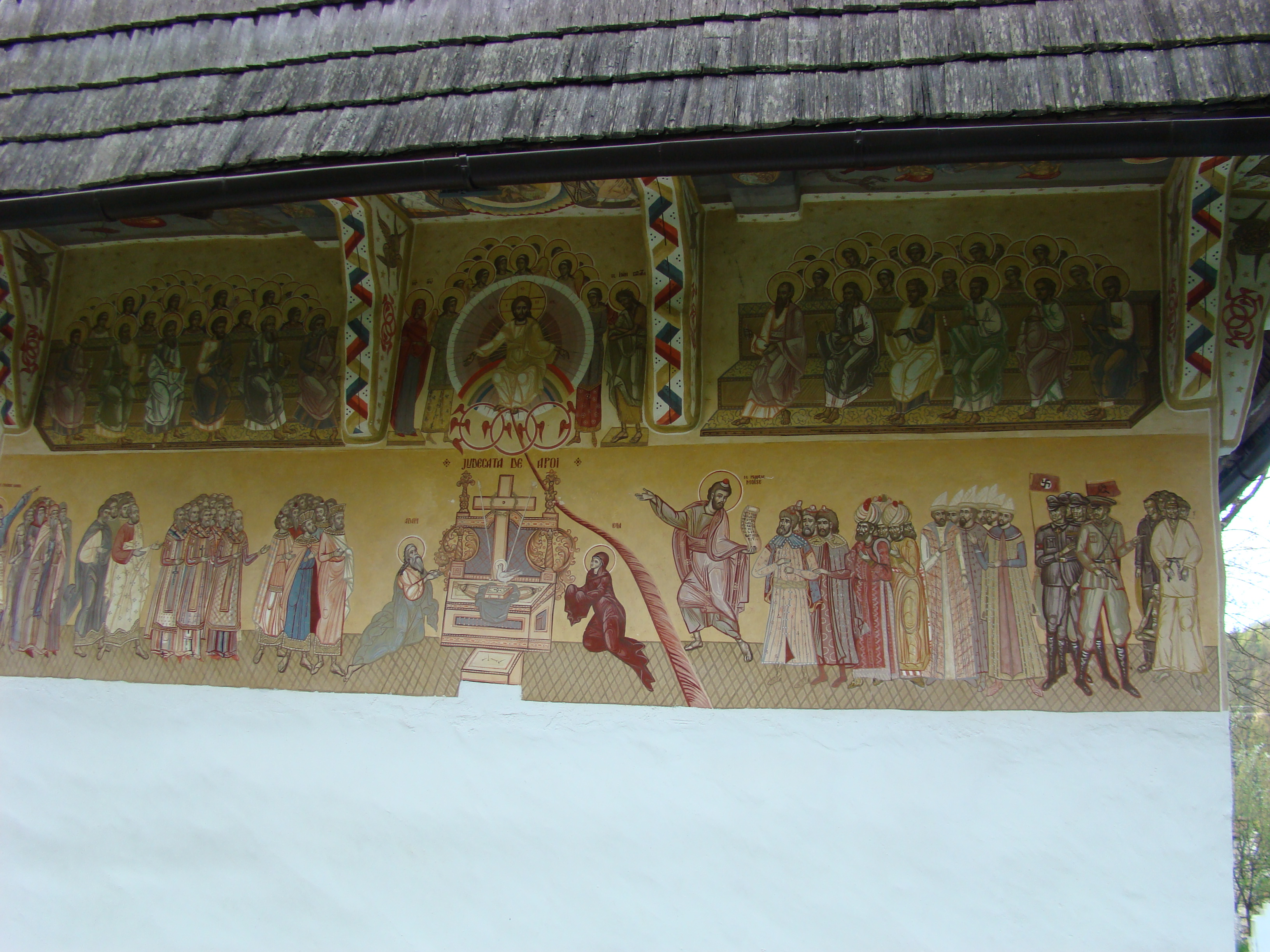
Detaliu pictură exterioară
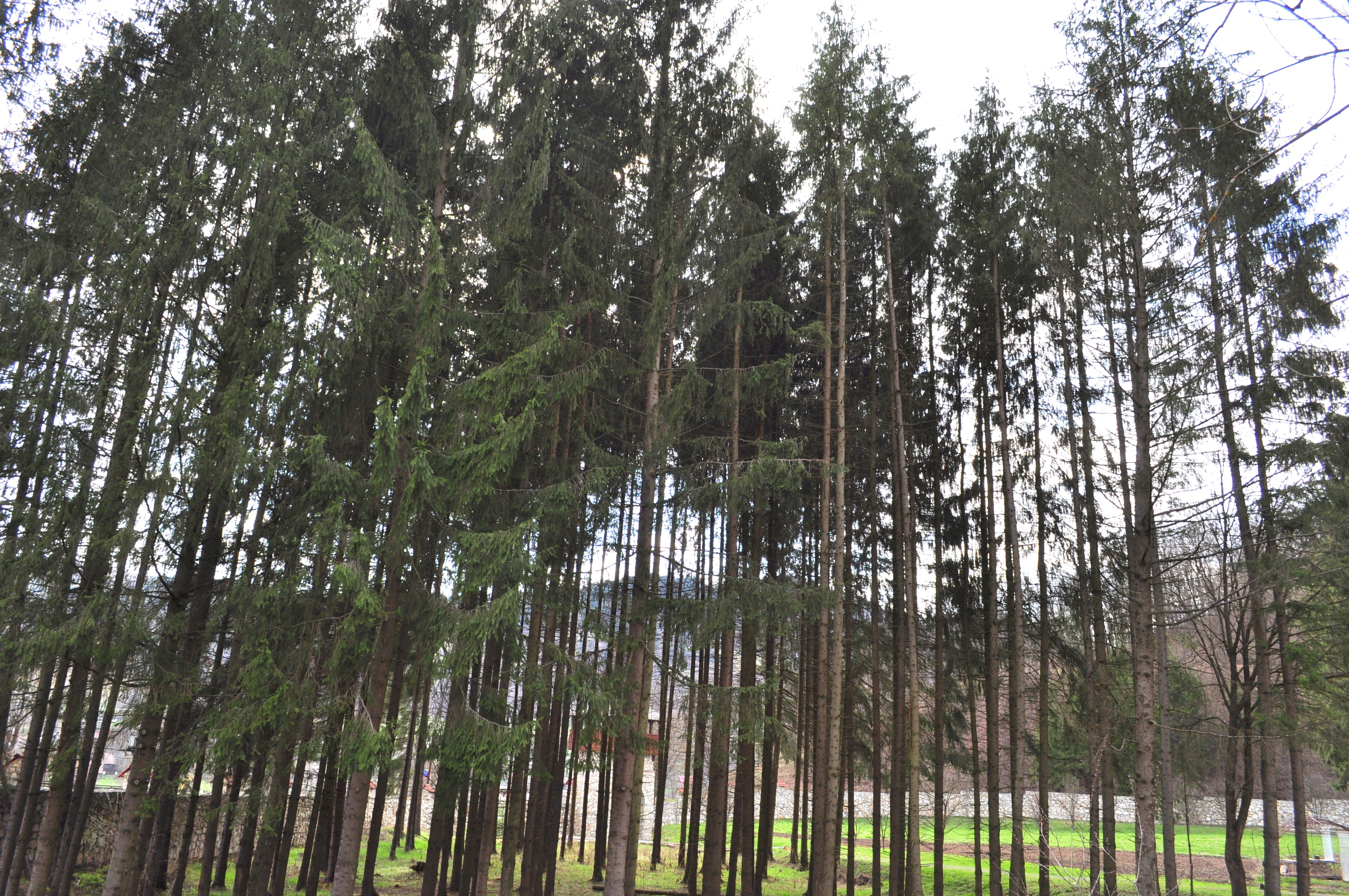
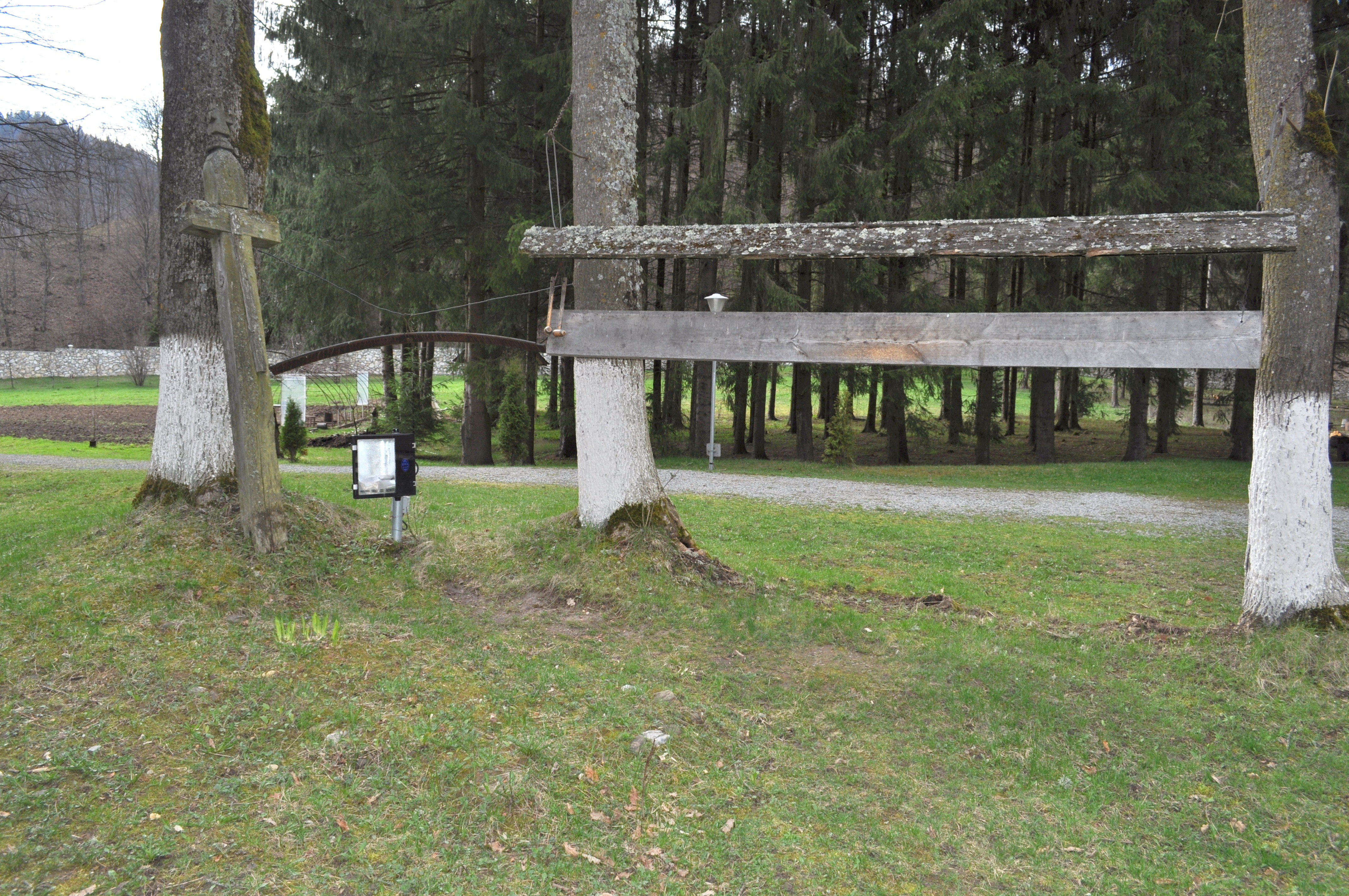
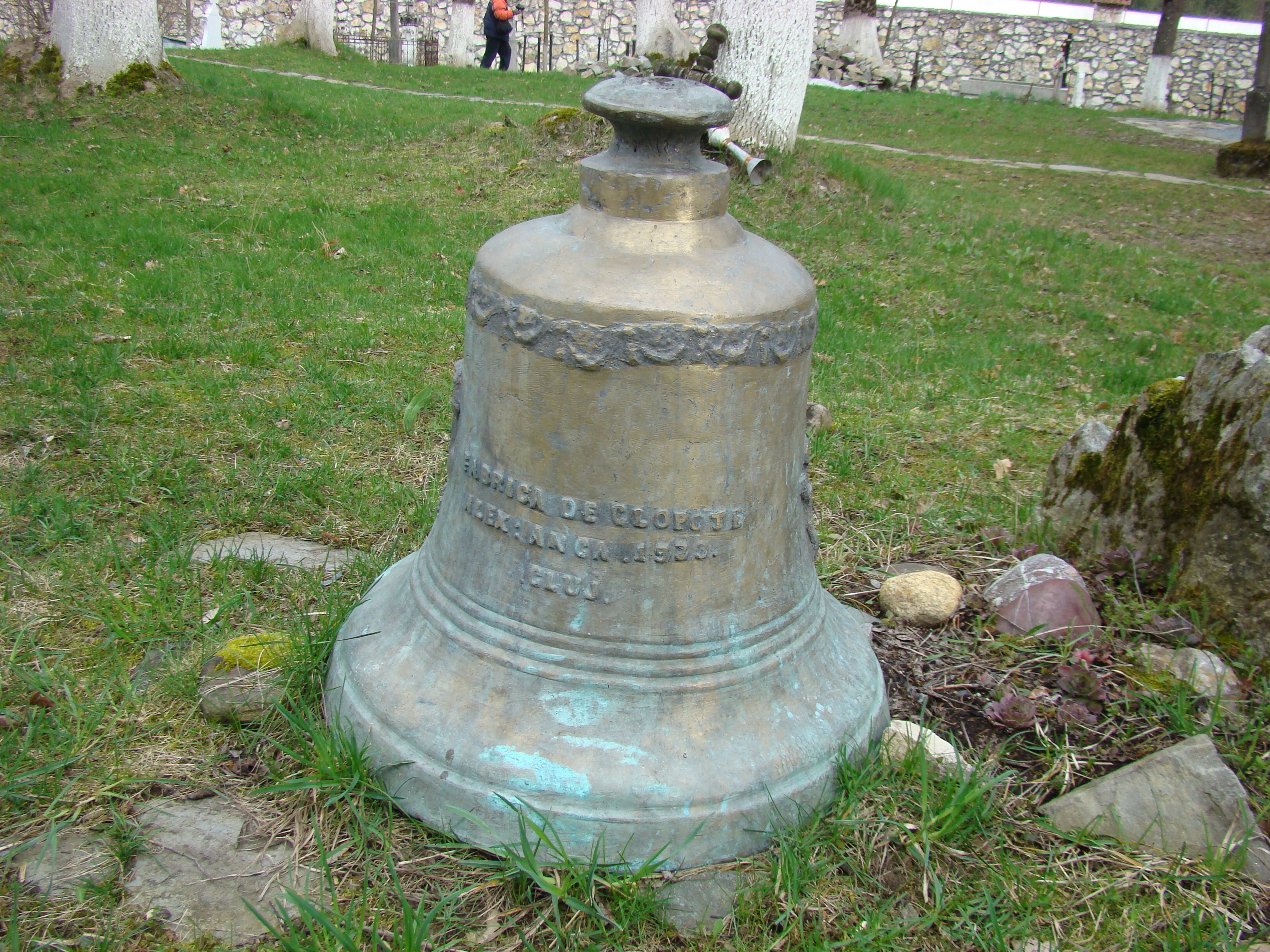
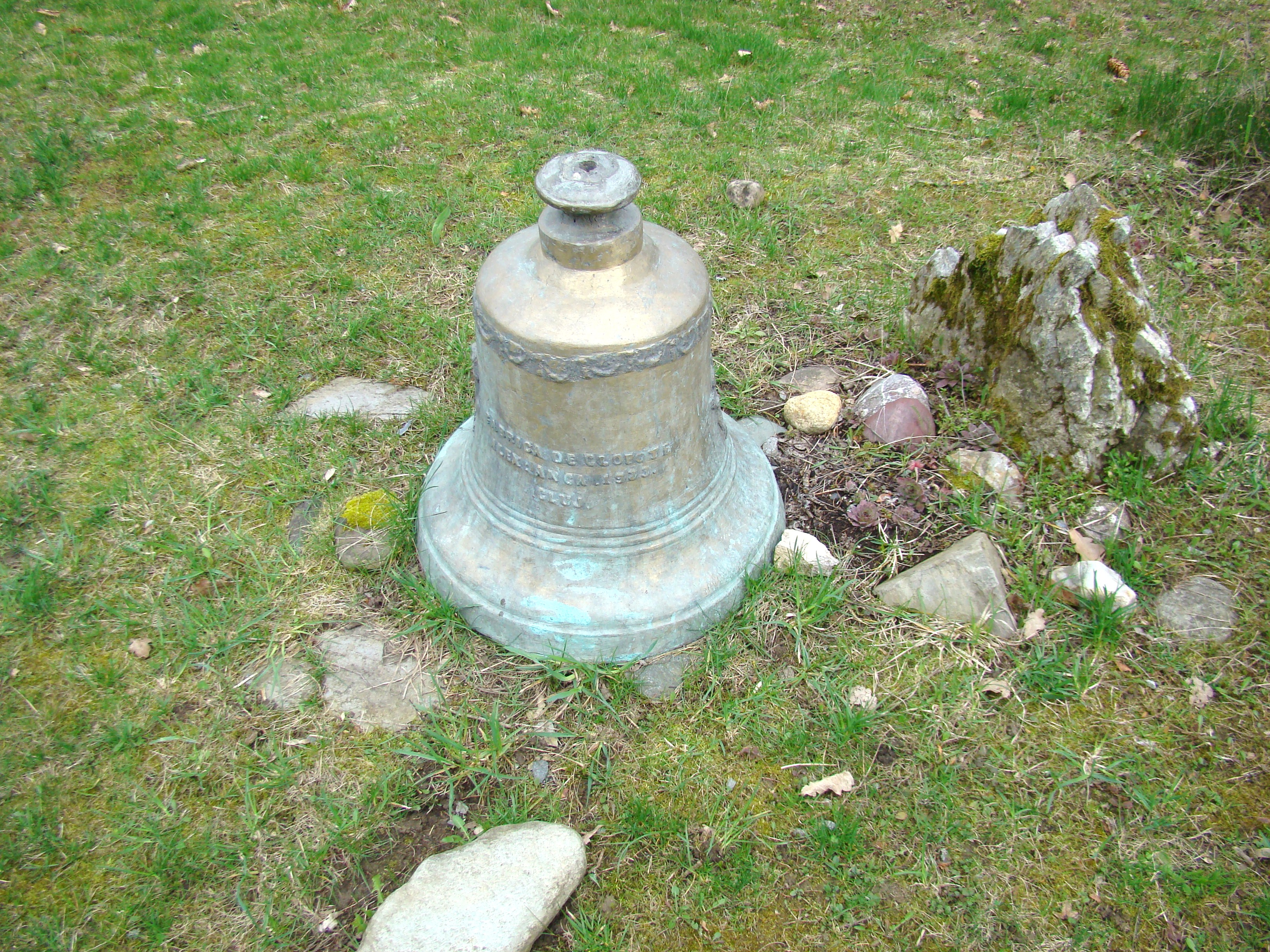
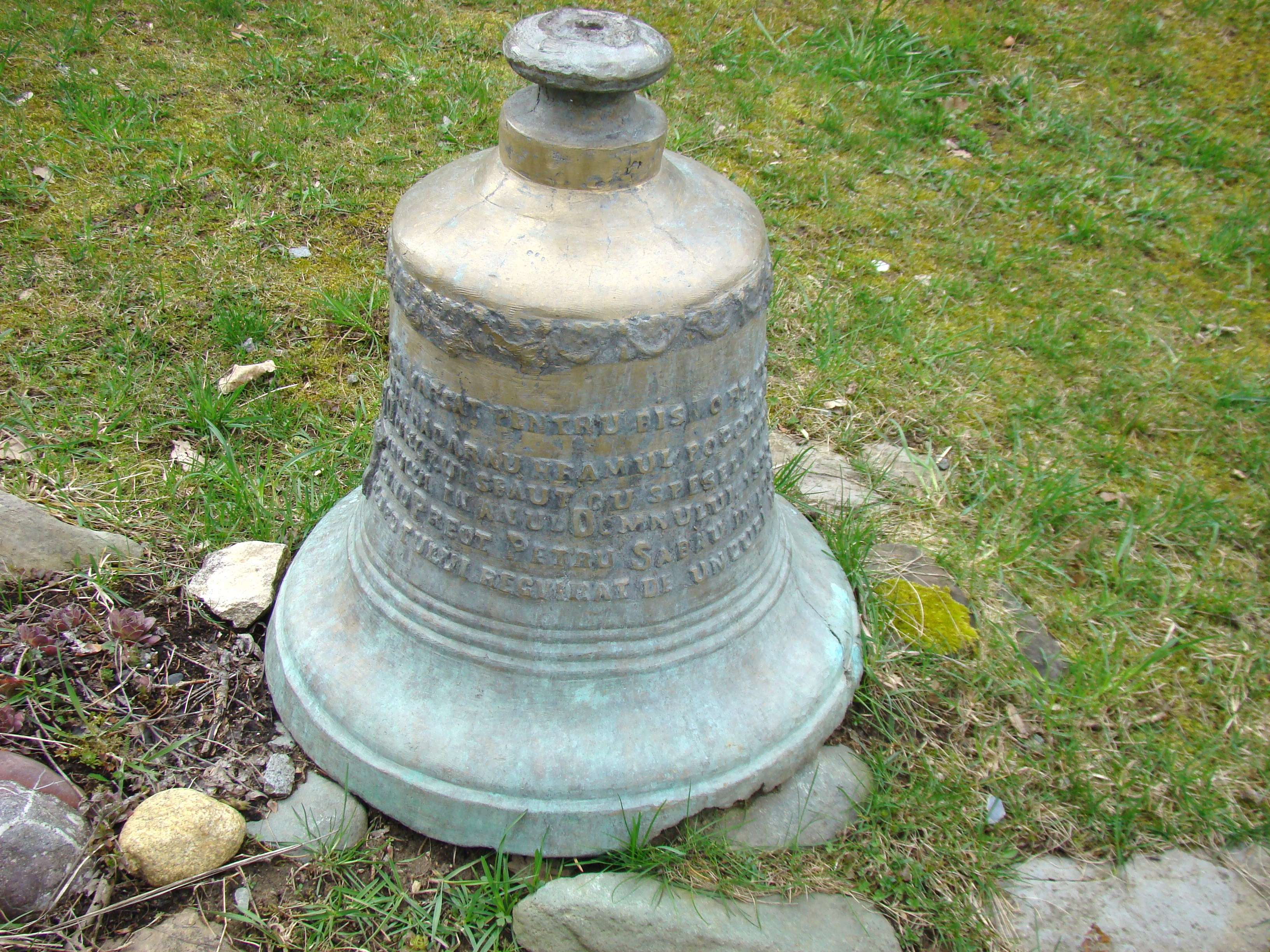
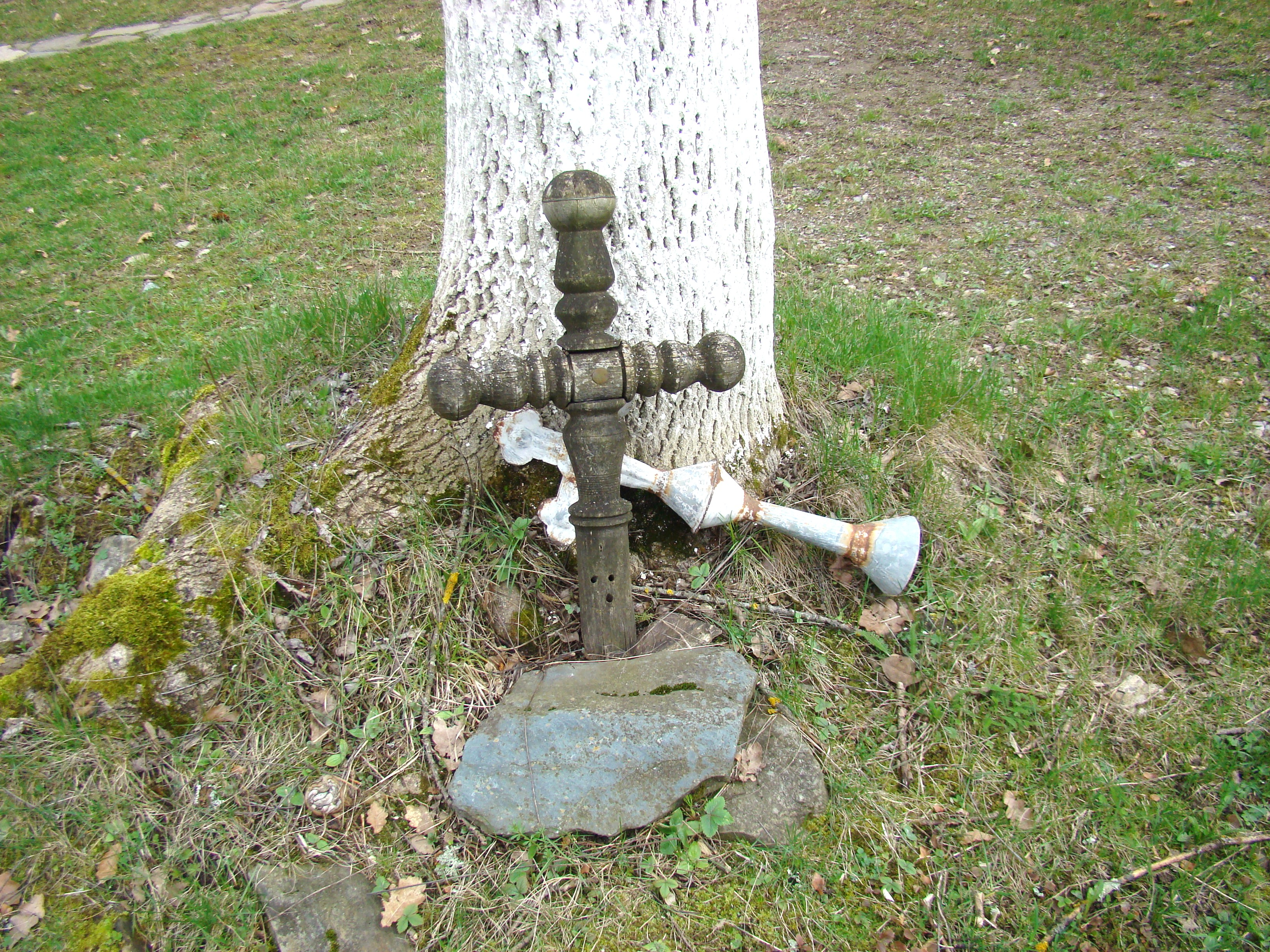
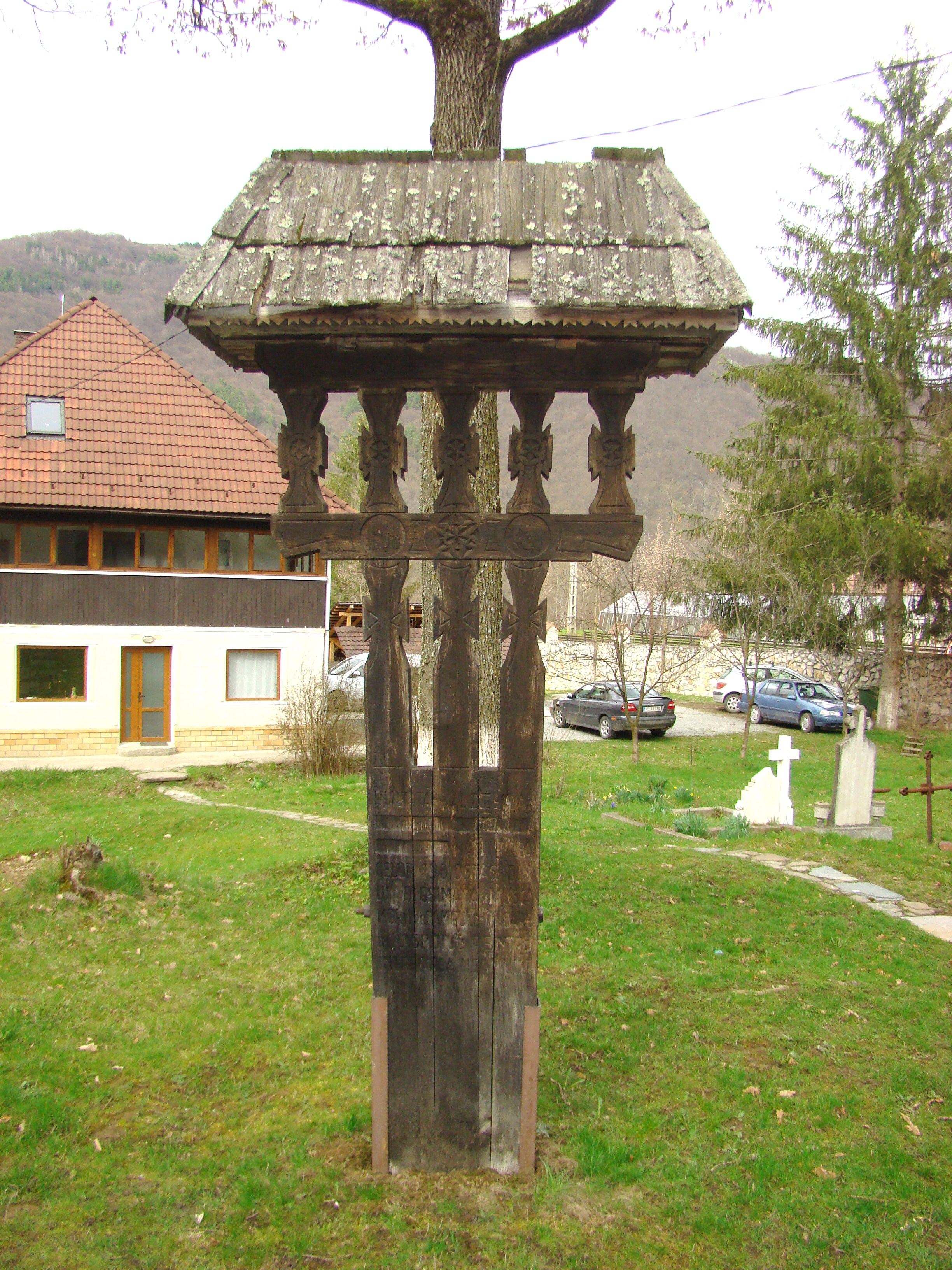
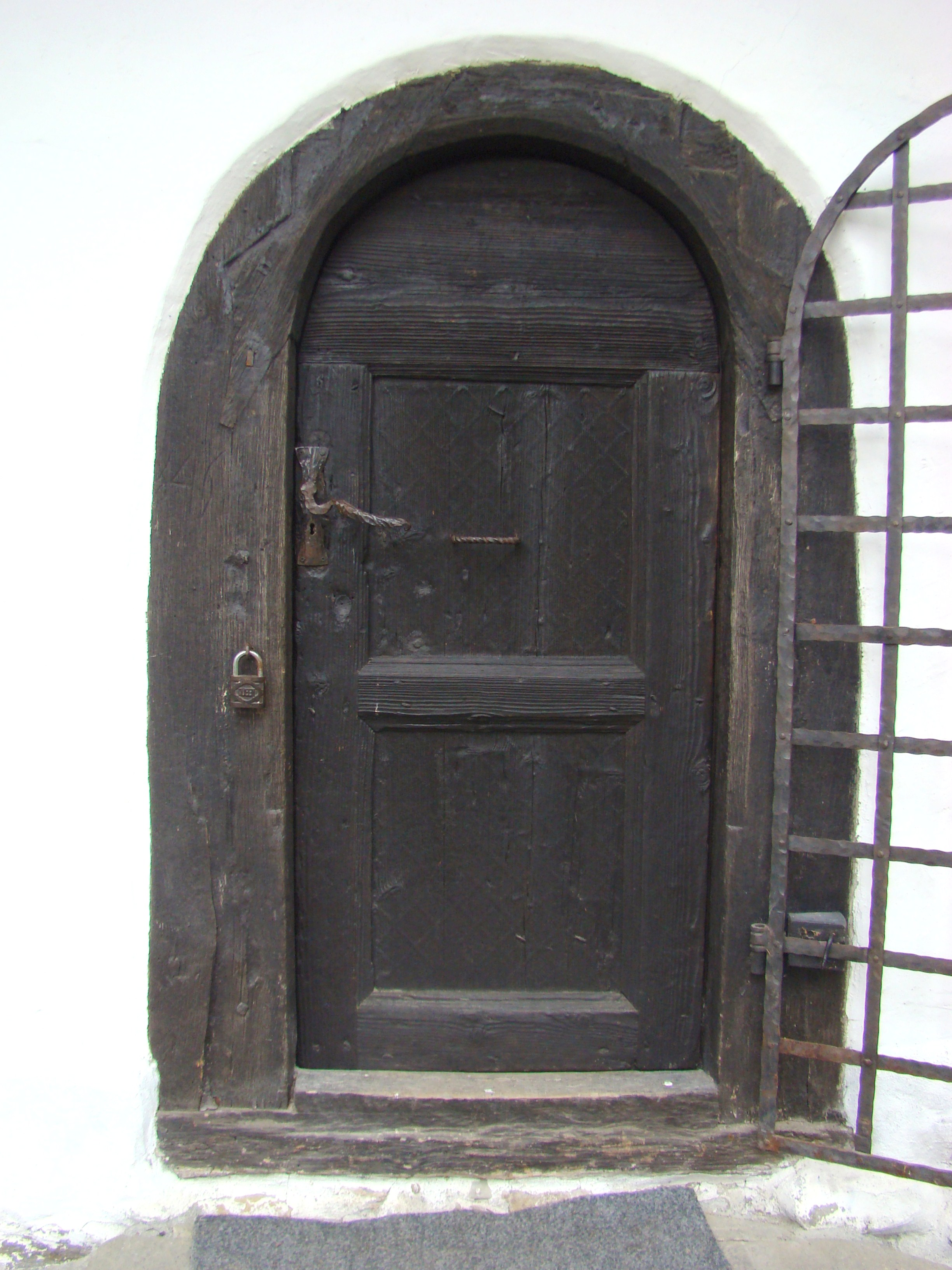

## Imagini din interior

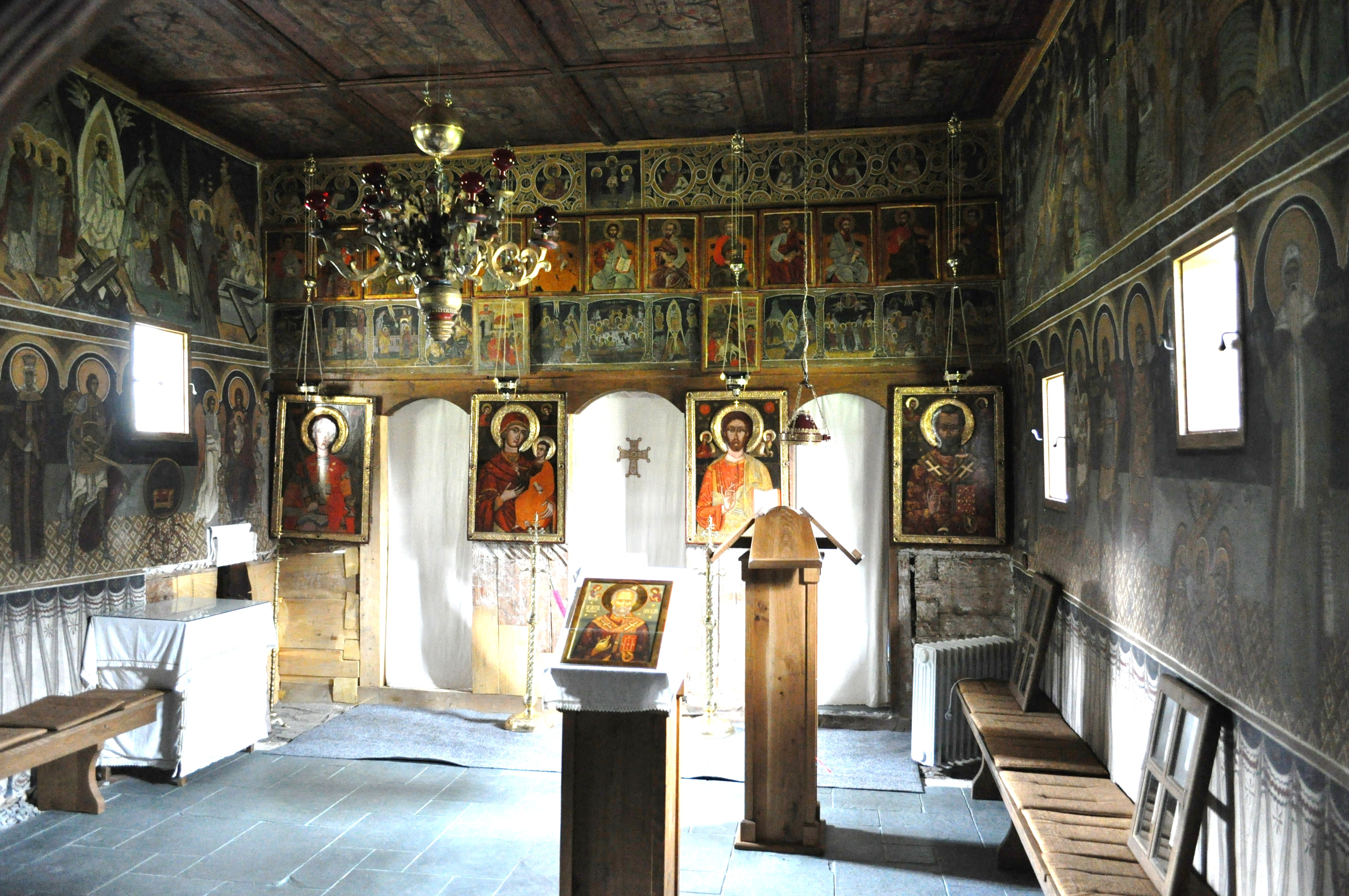
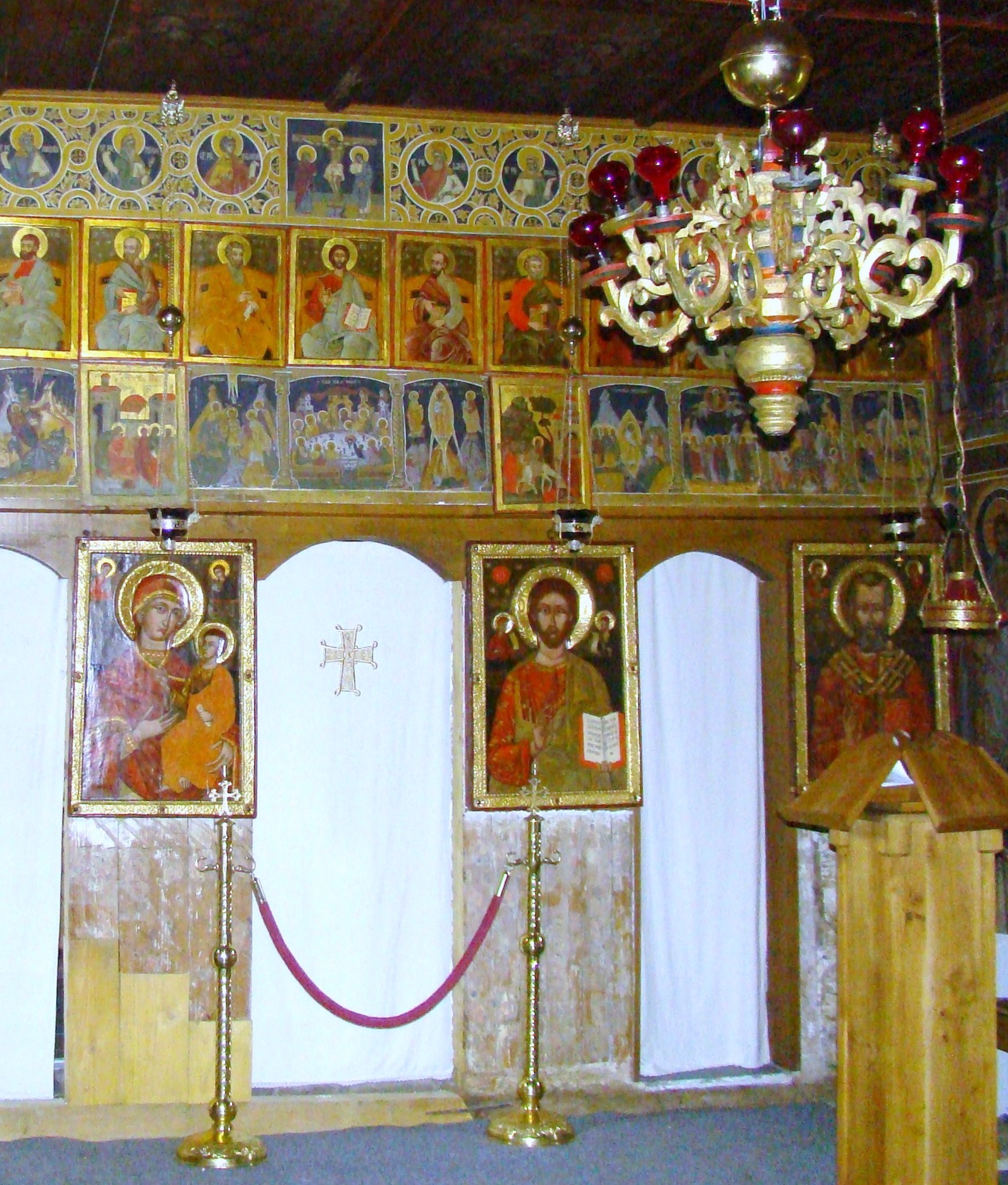
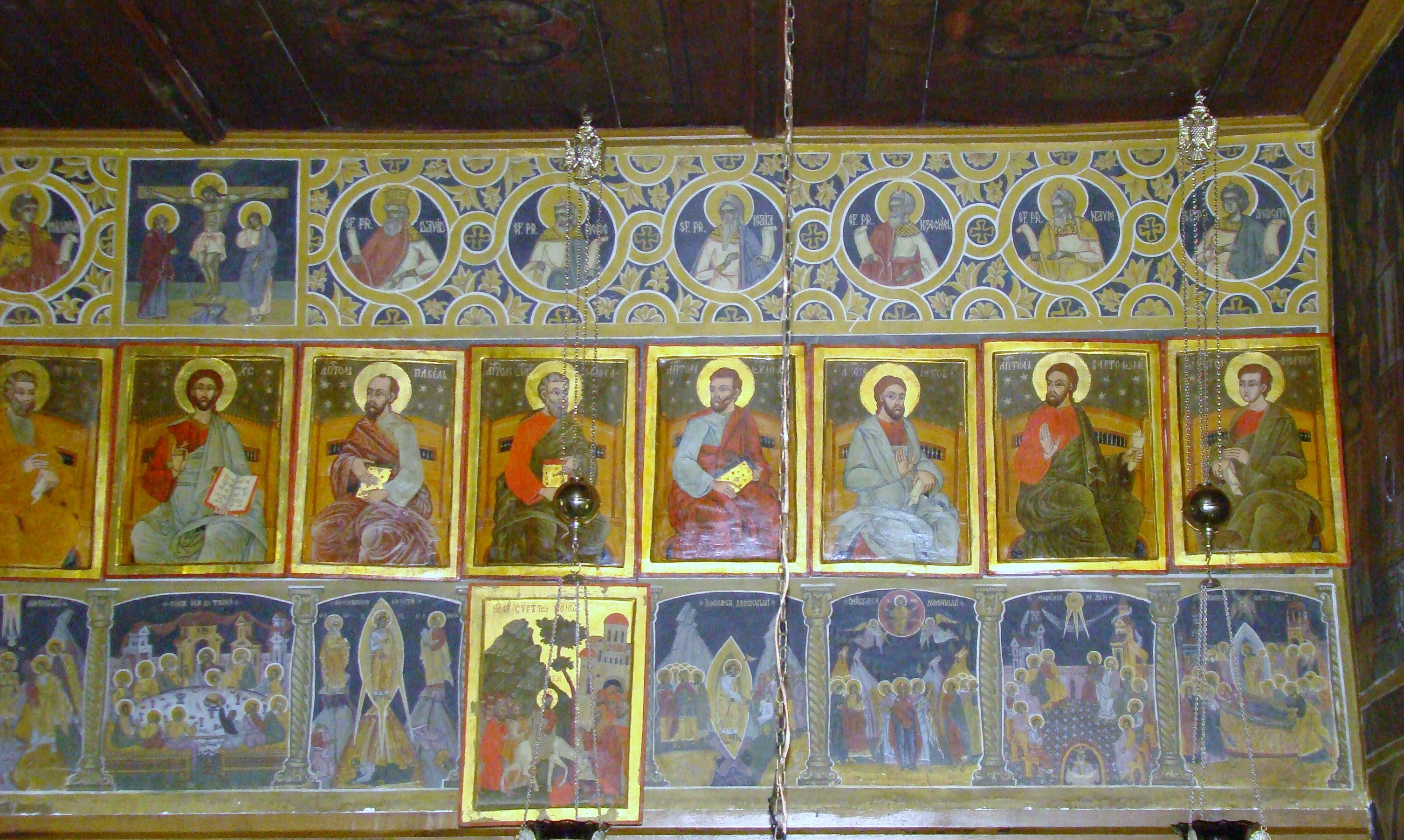
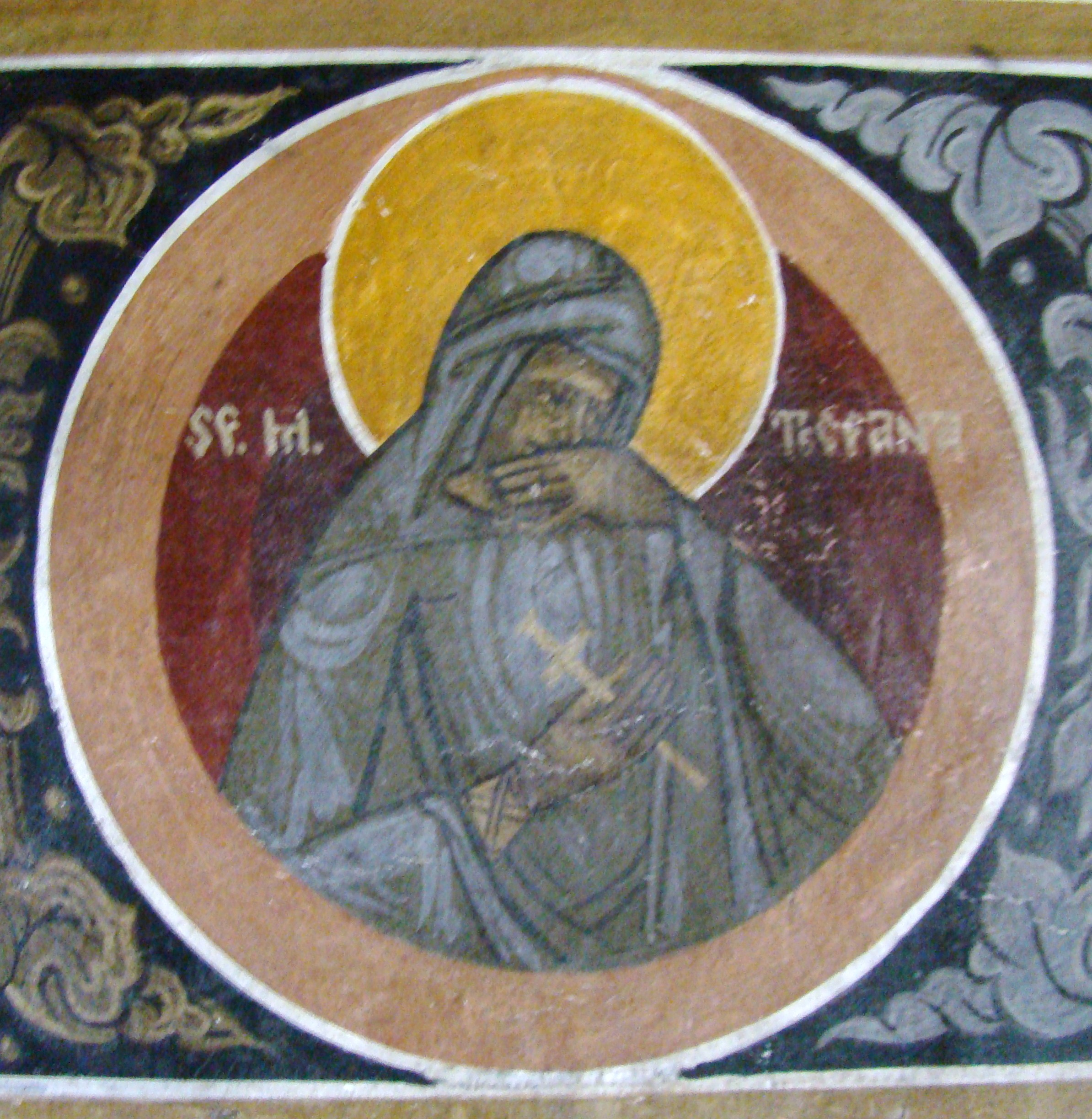
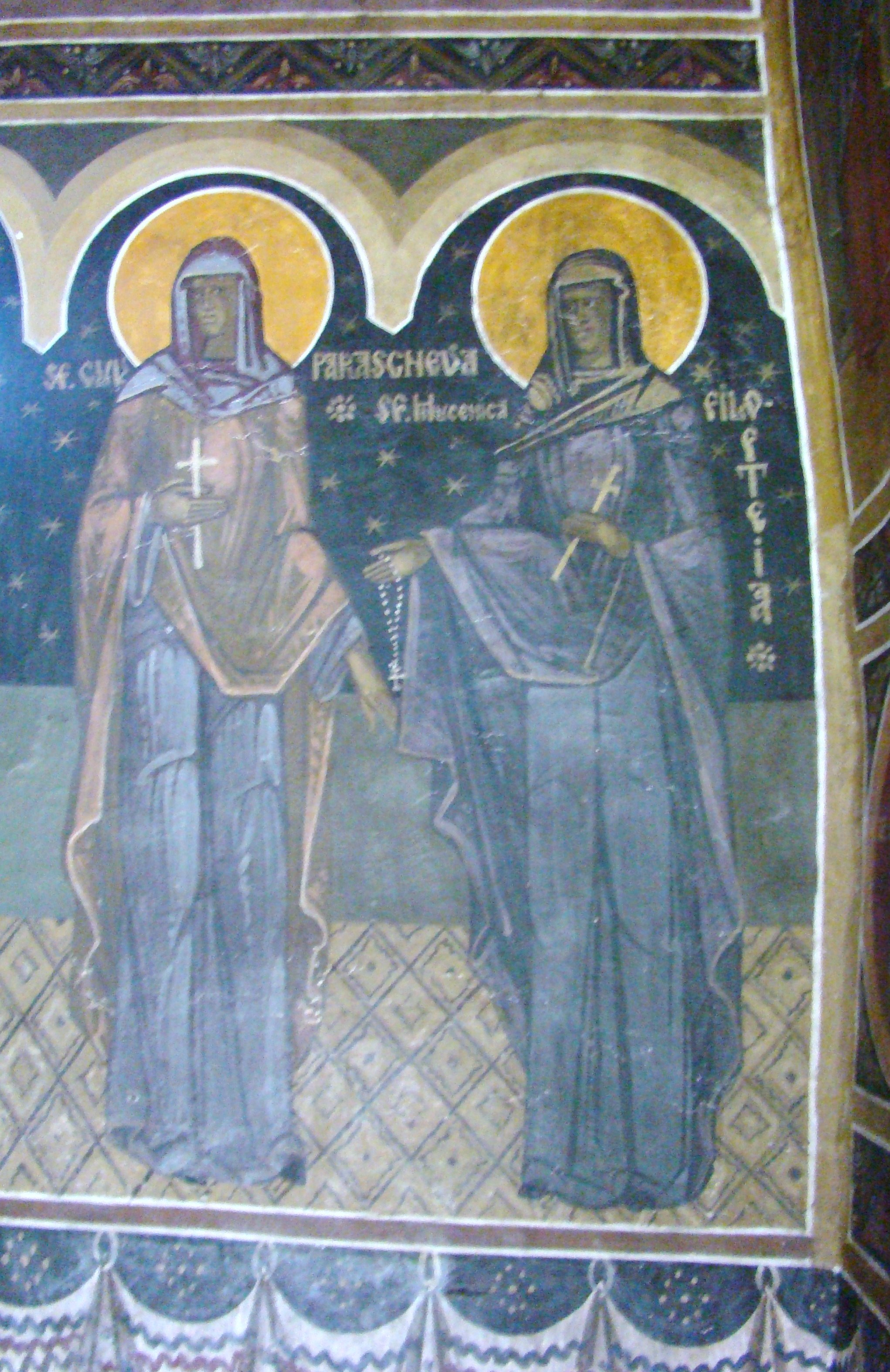
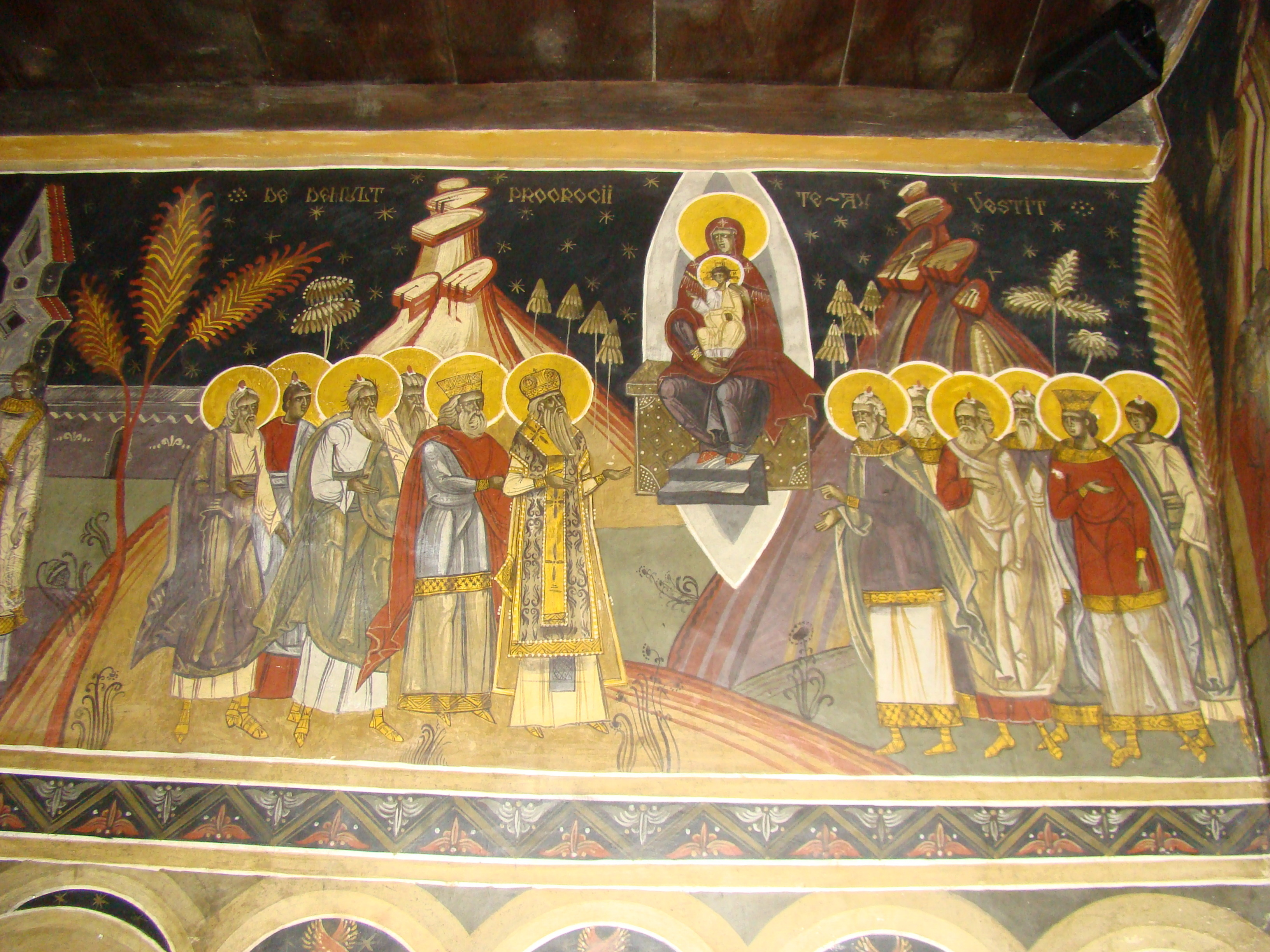
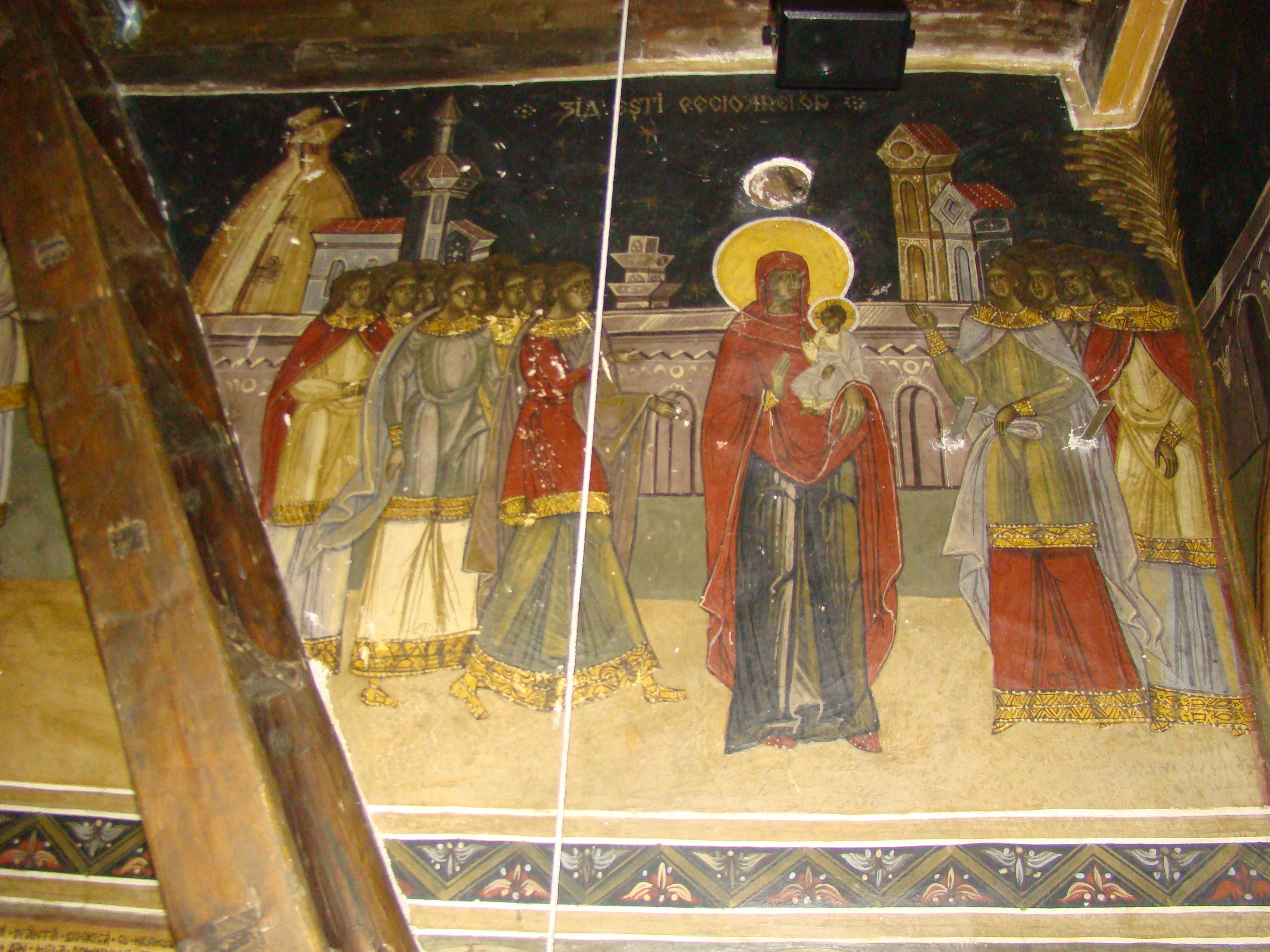
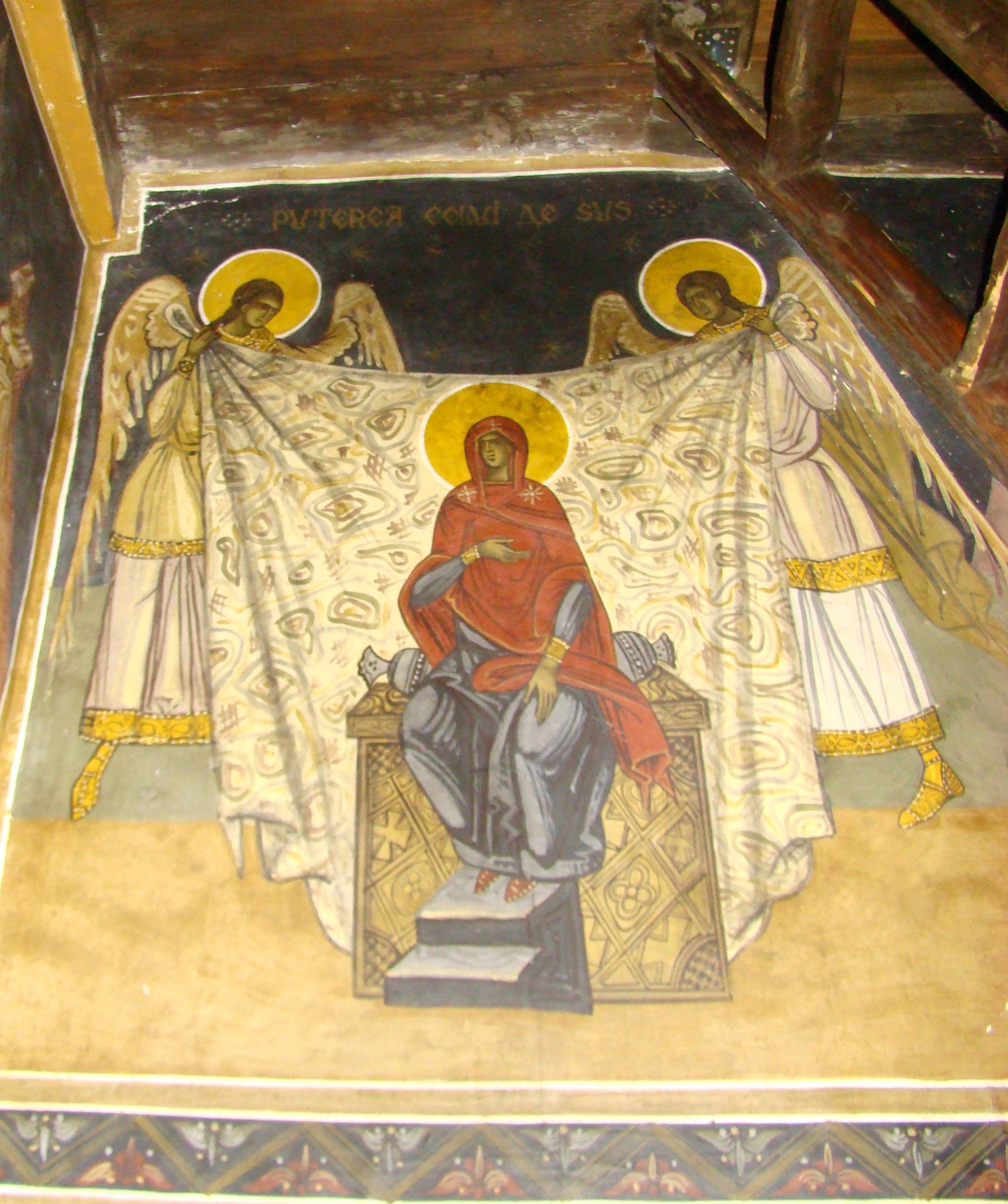
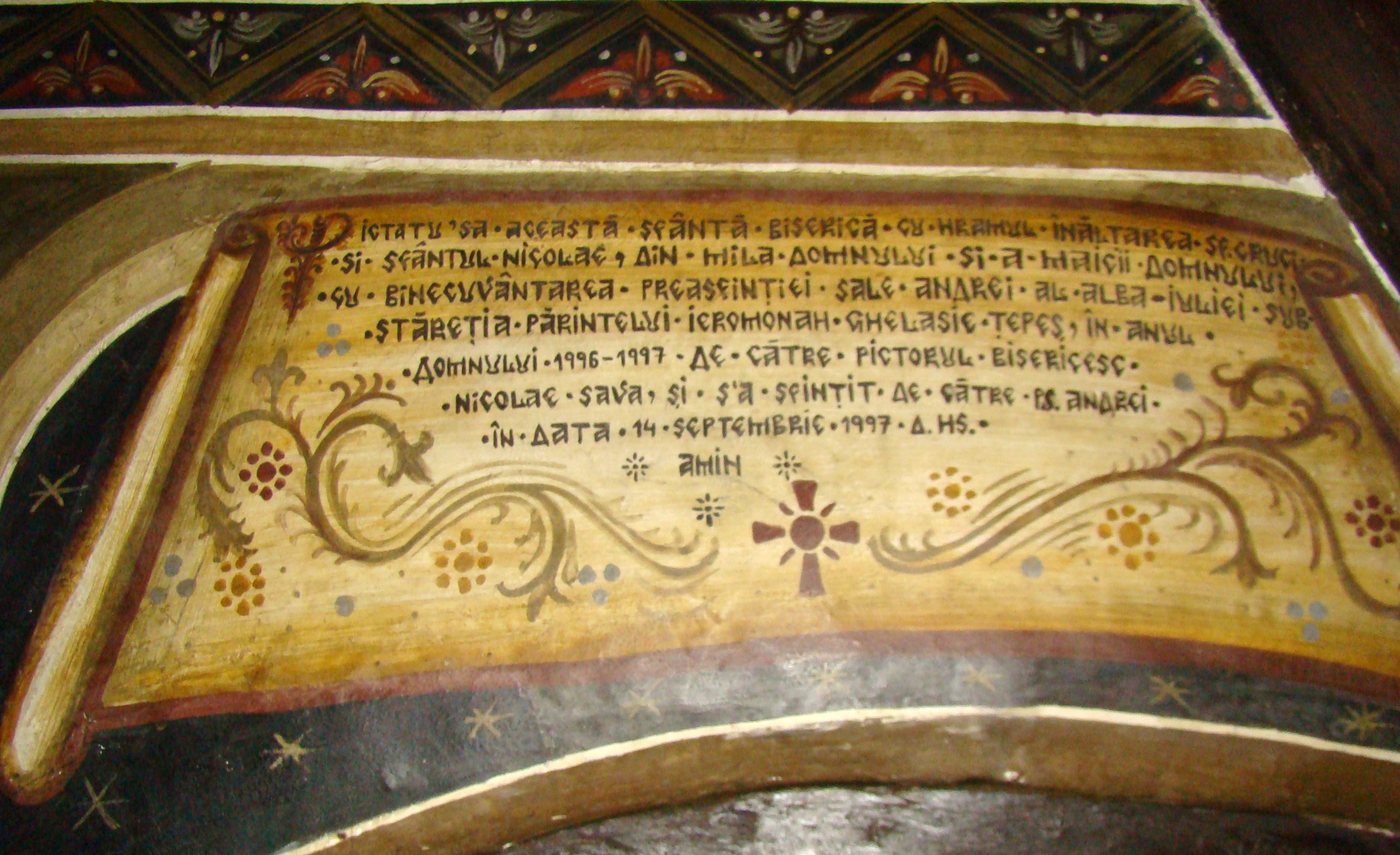
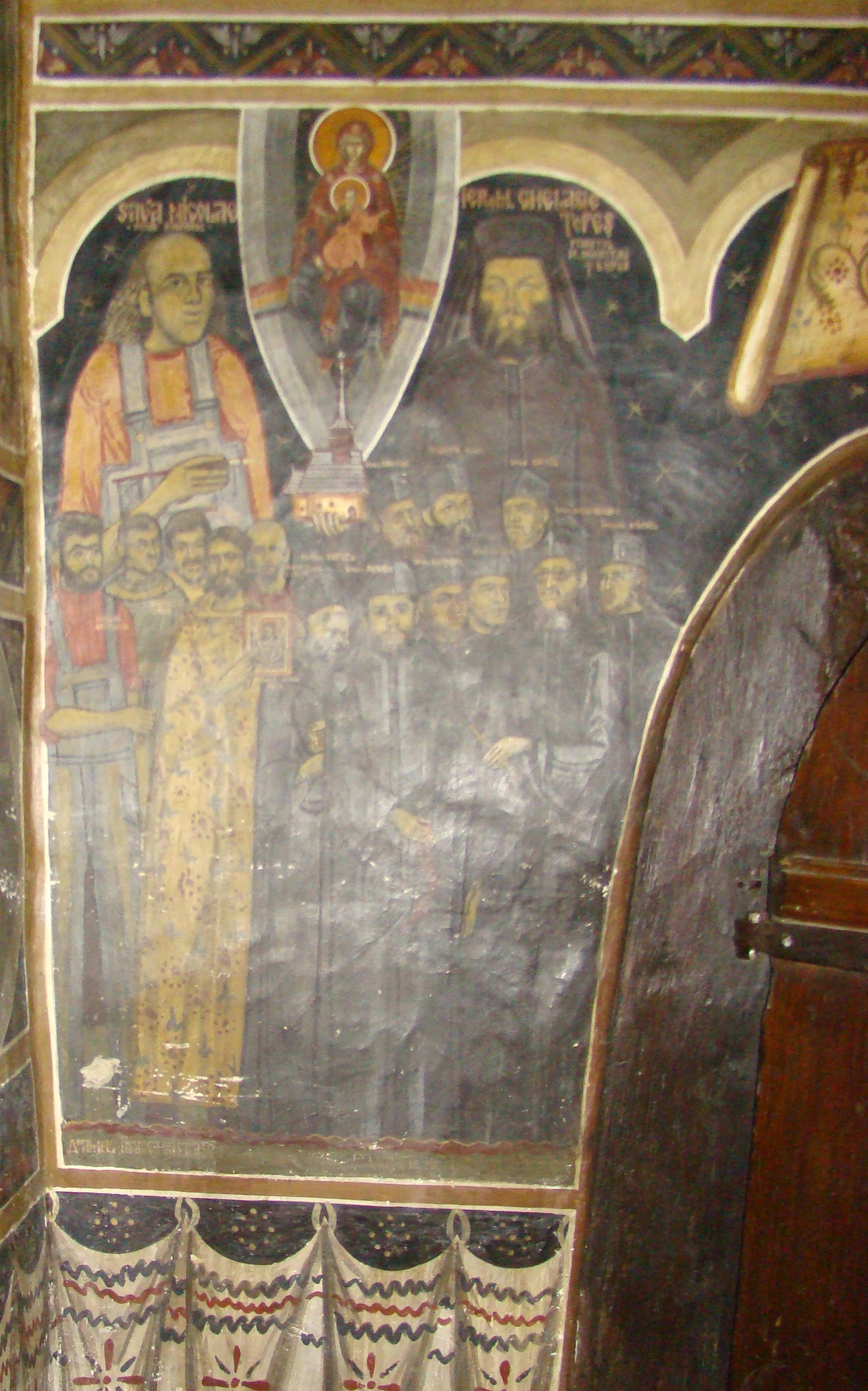
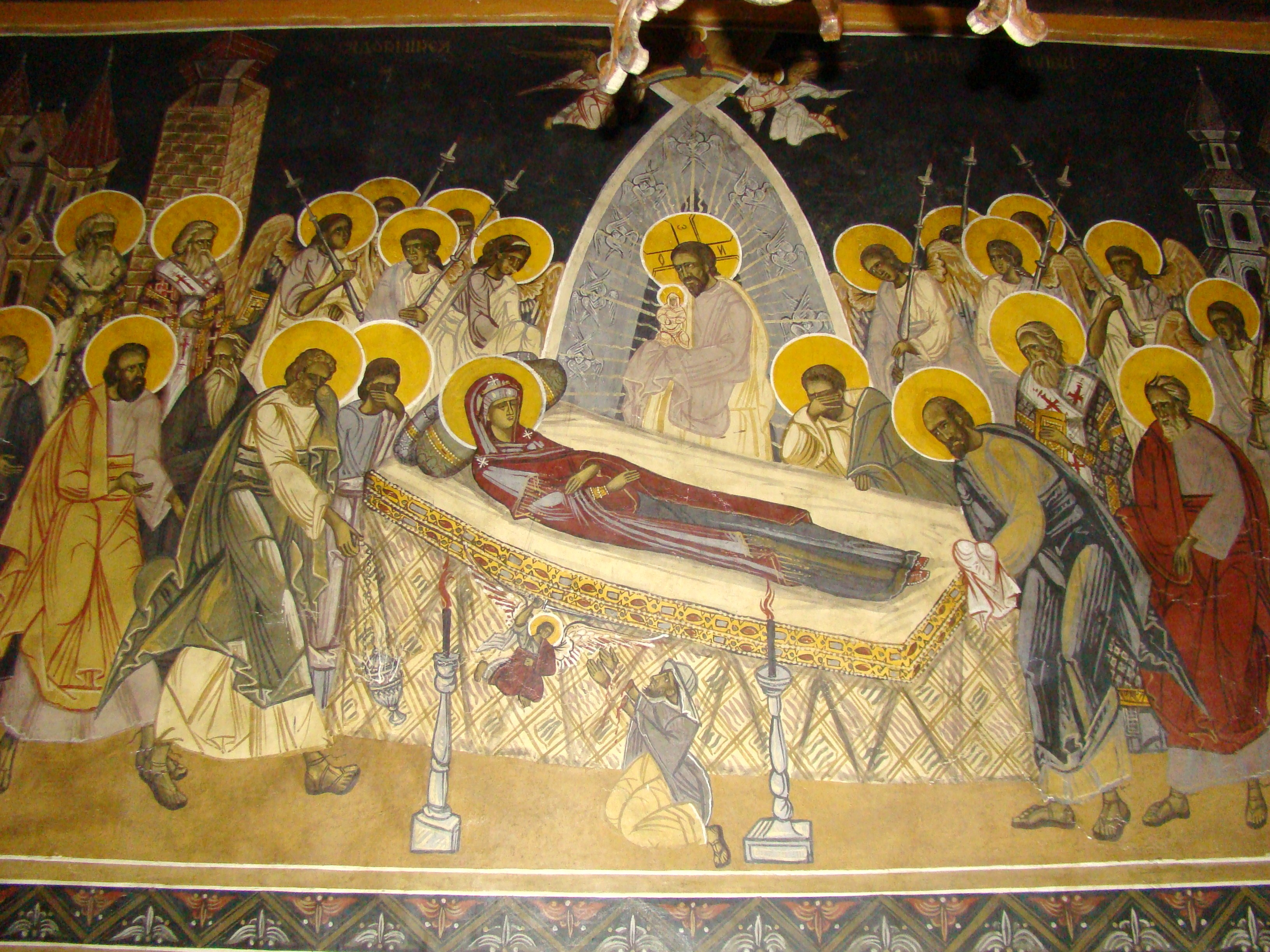
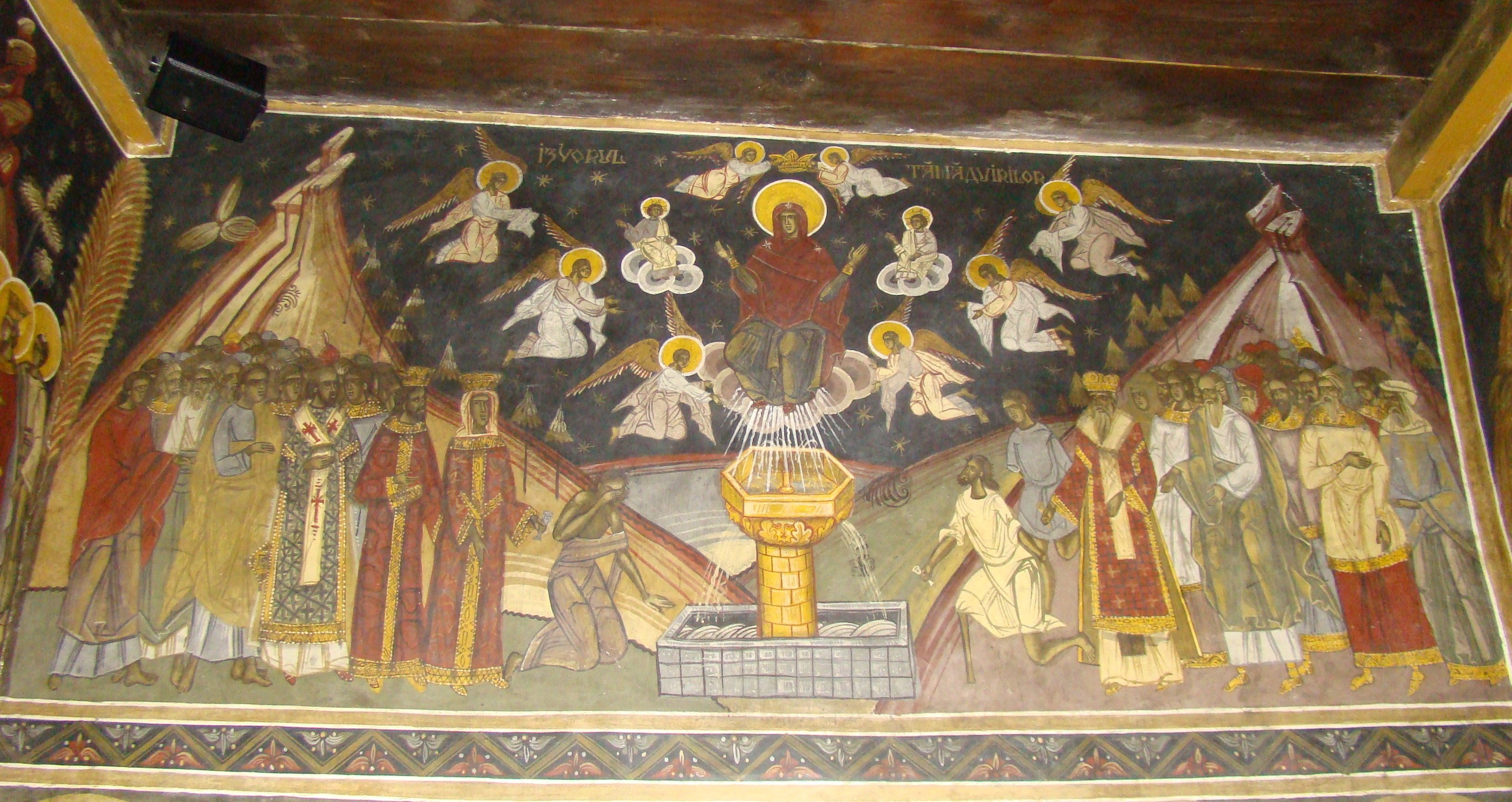
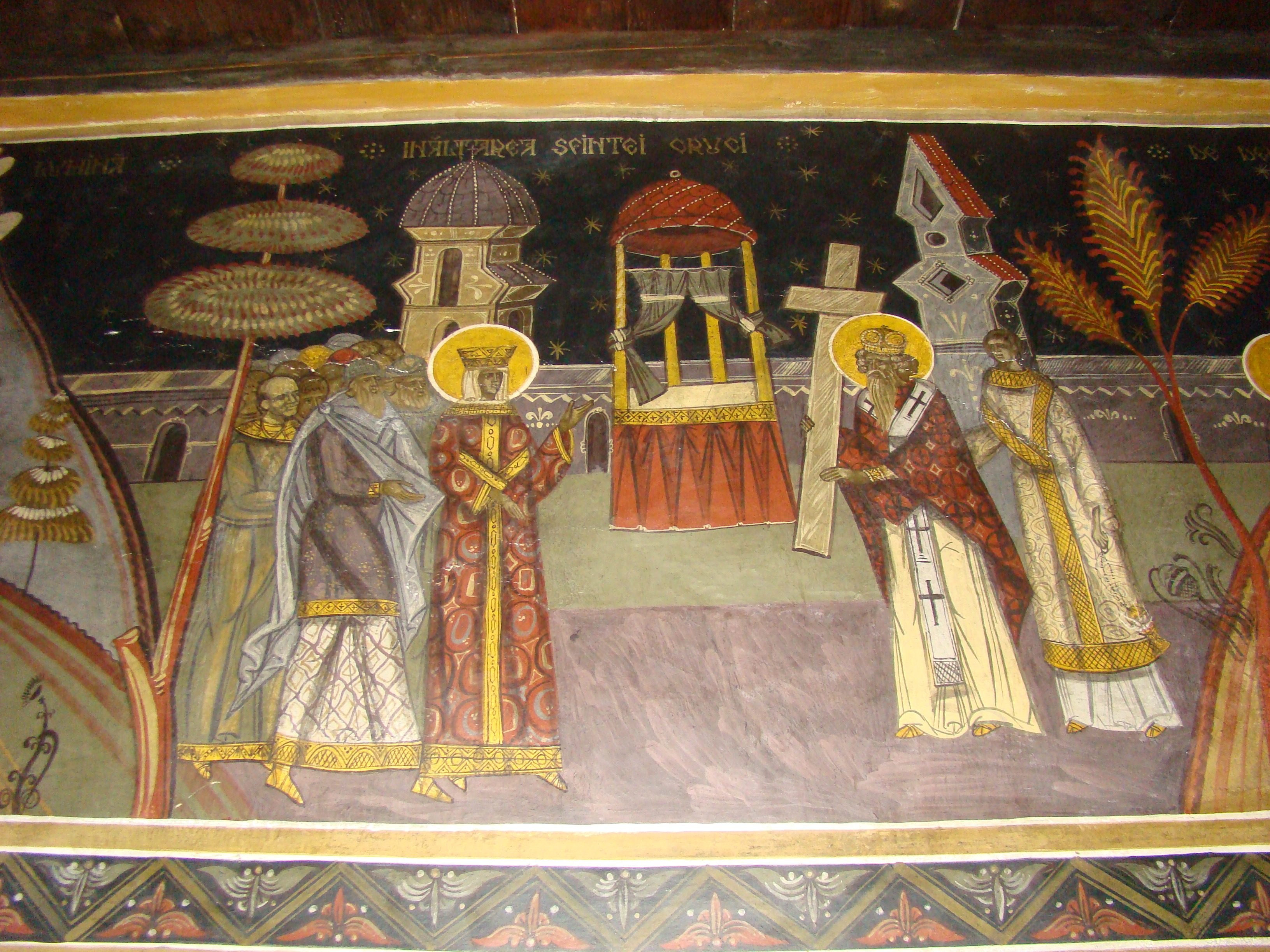
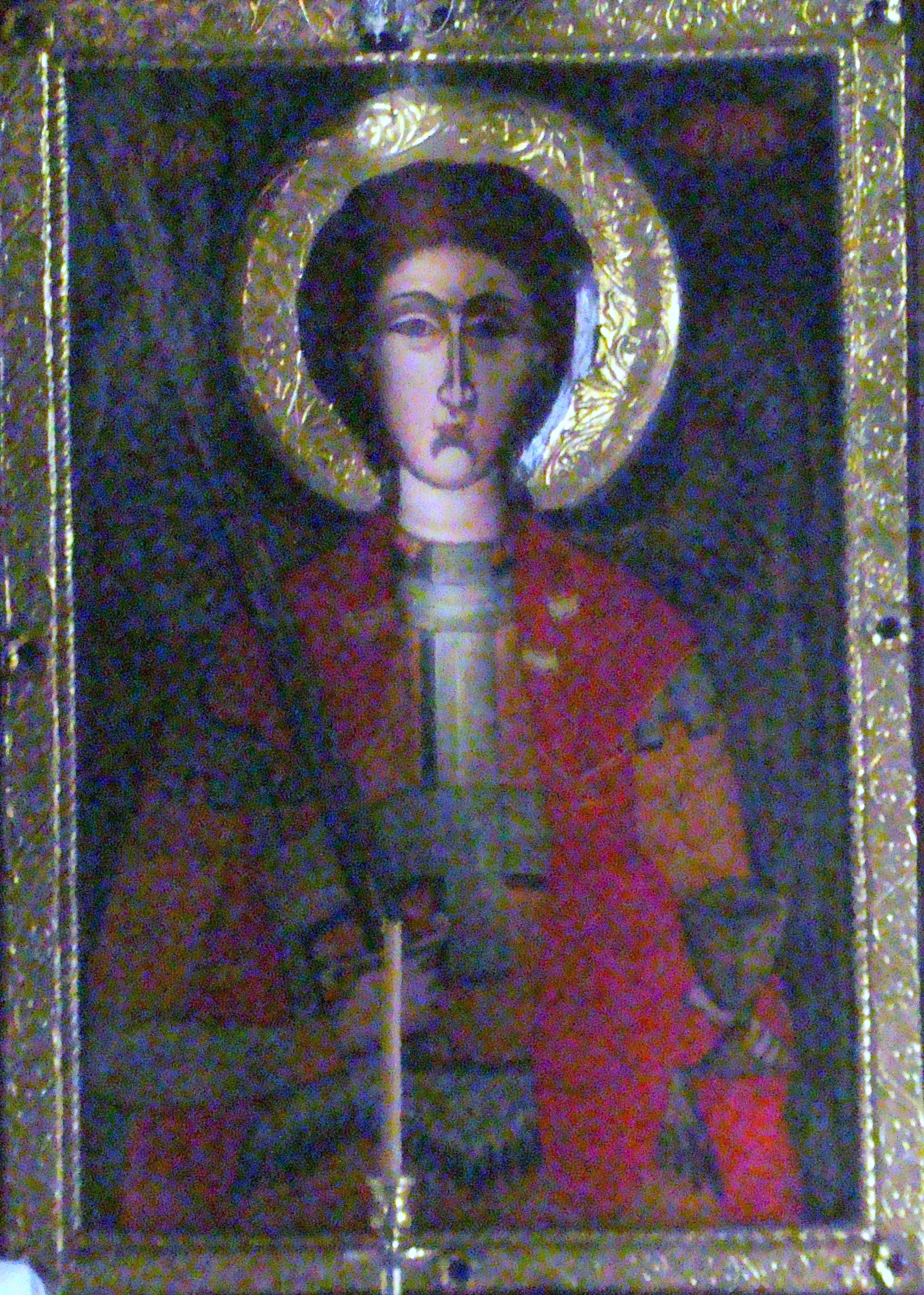
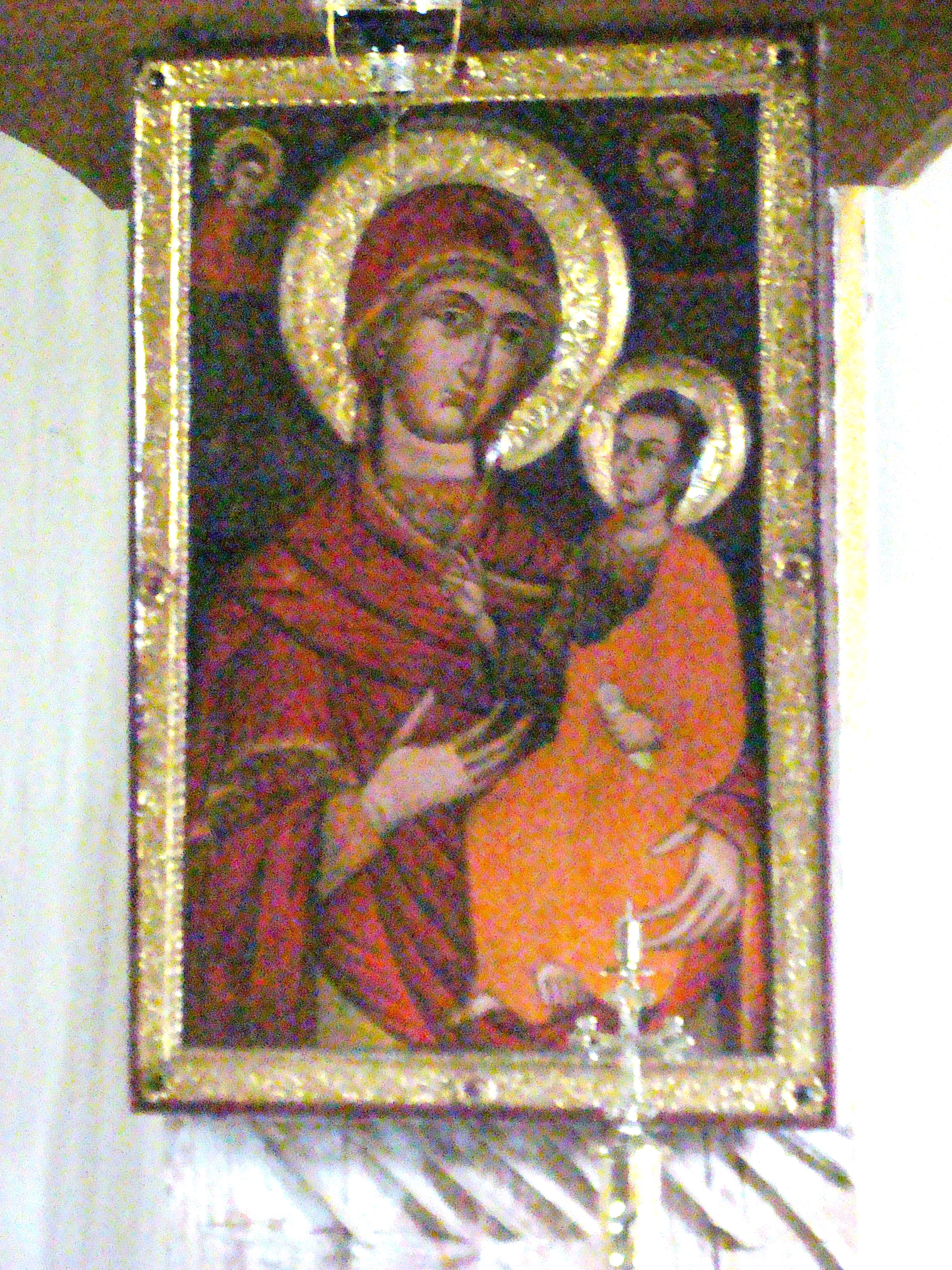
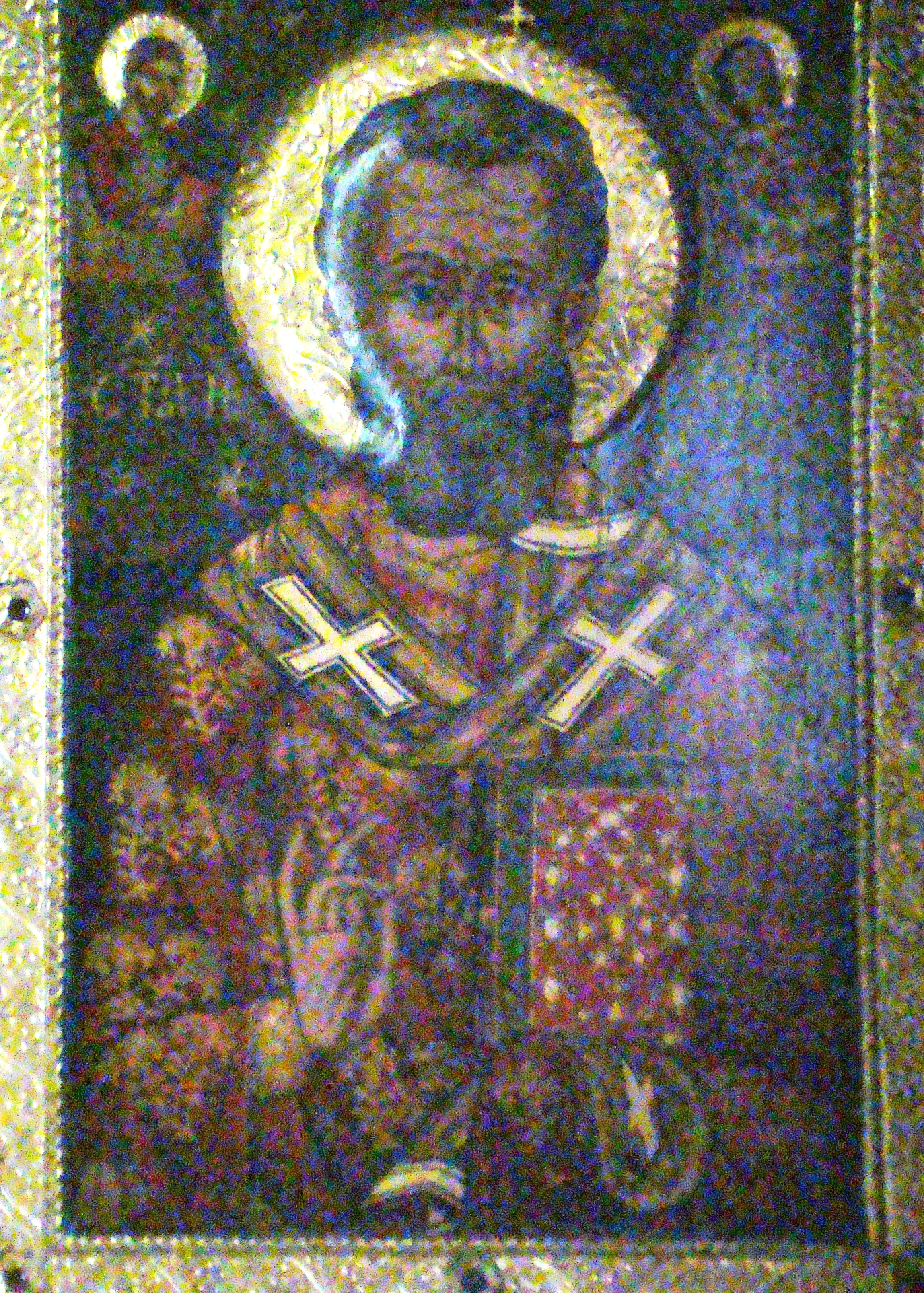

## Imagini din timpul lucrărilor de reparații din anul 2009

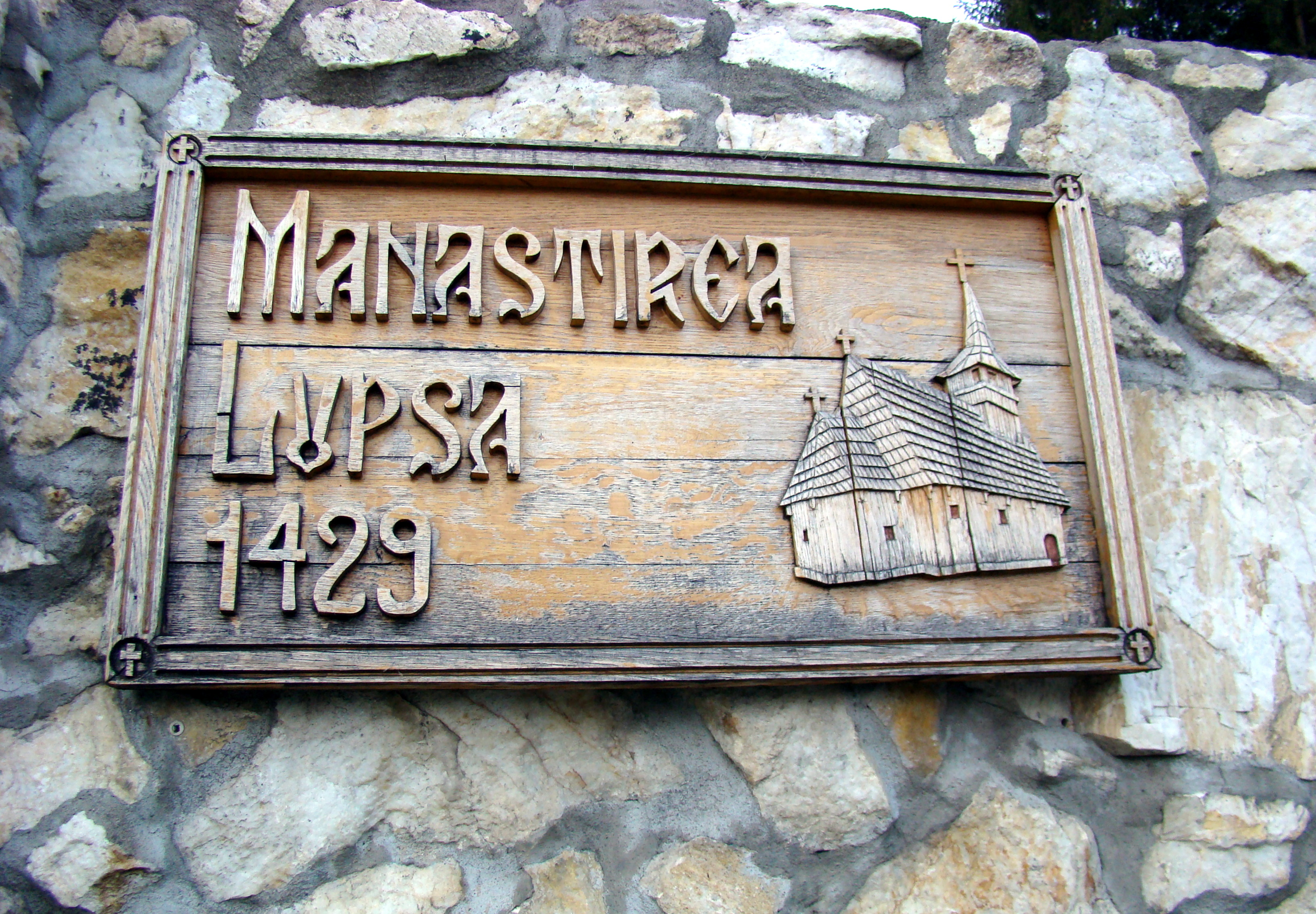
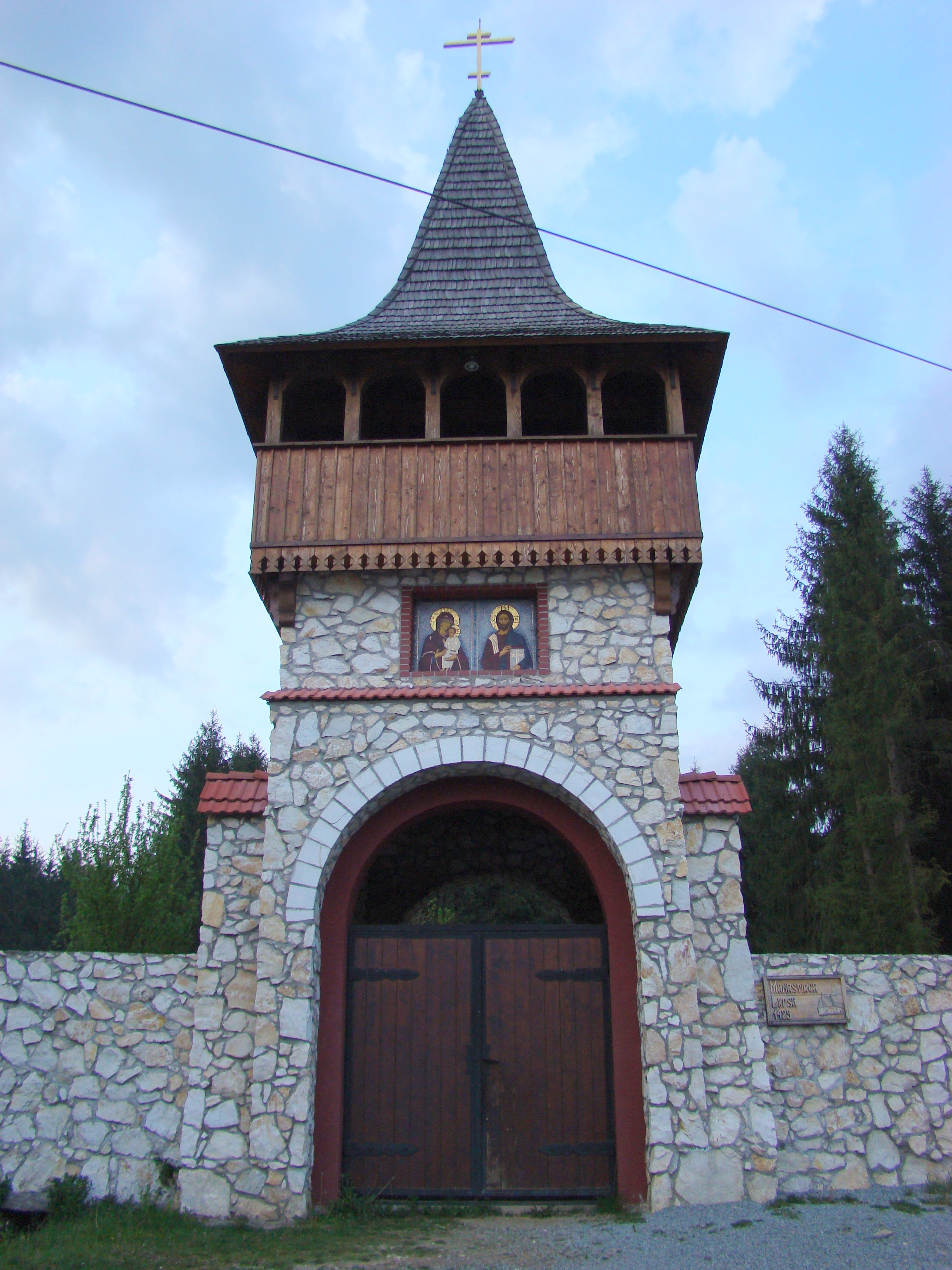
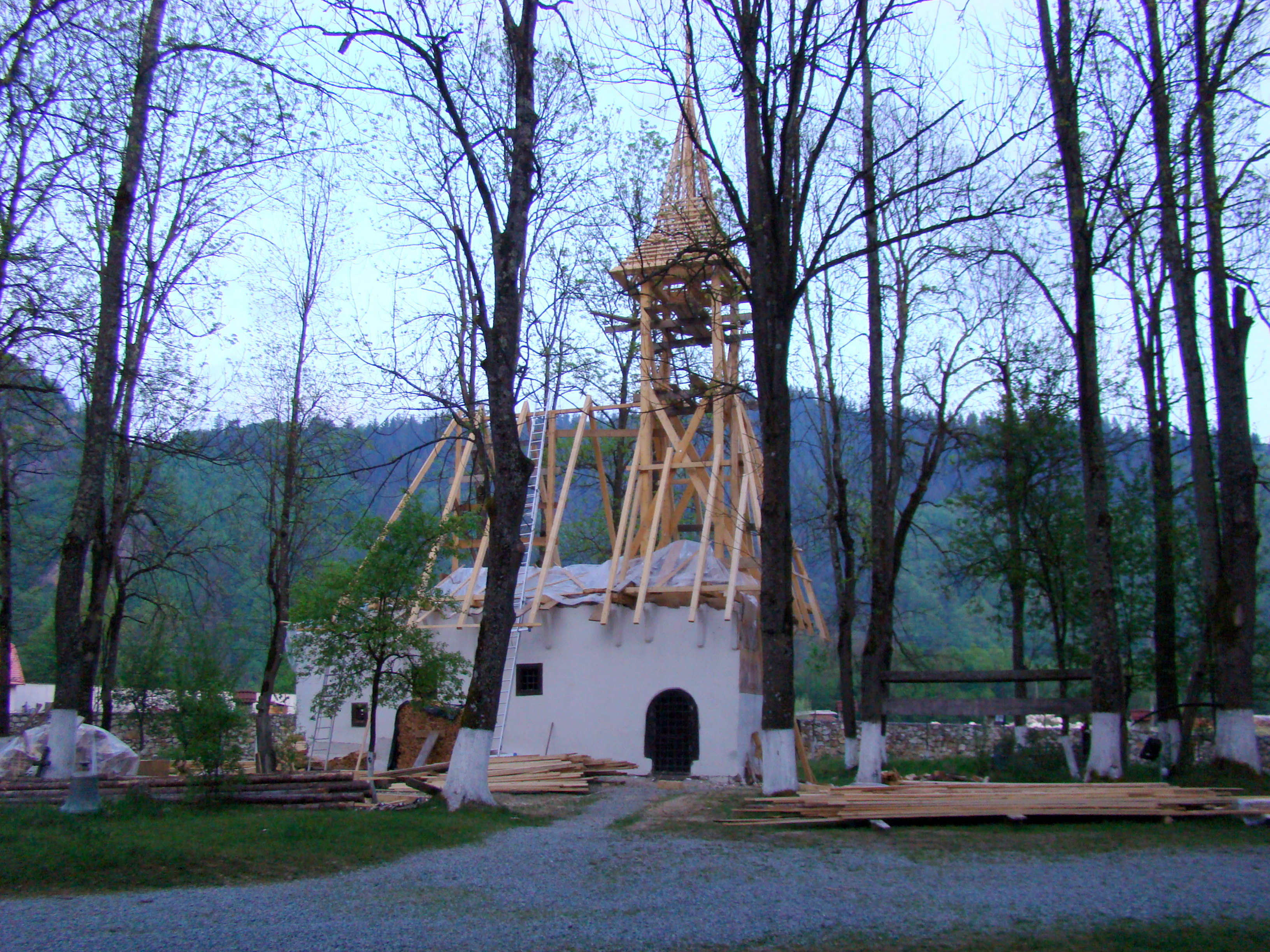
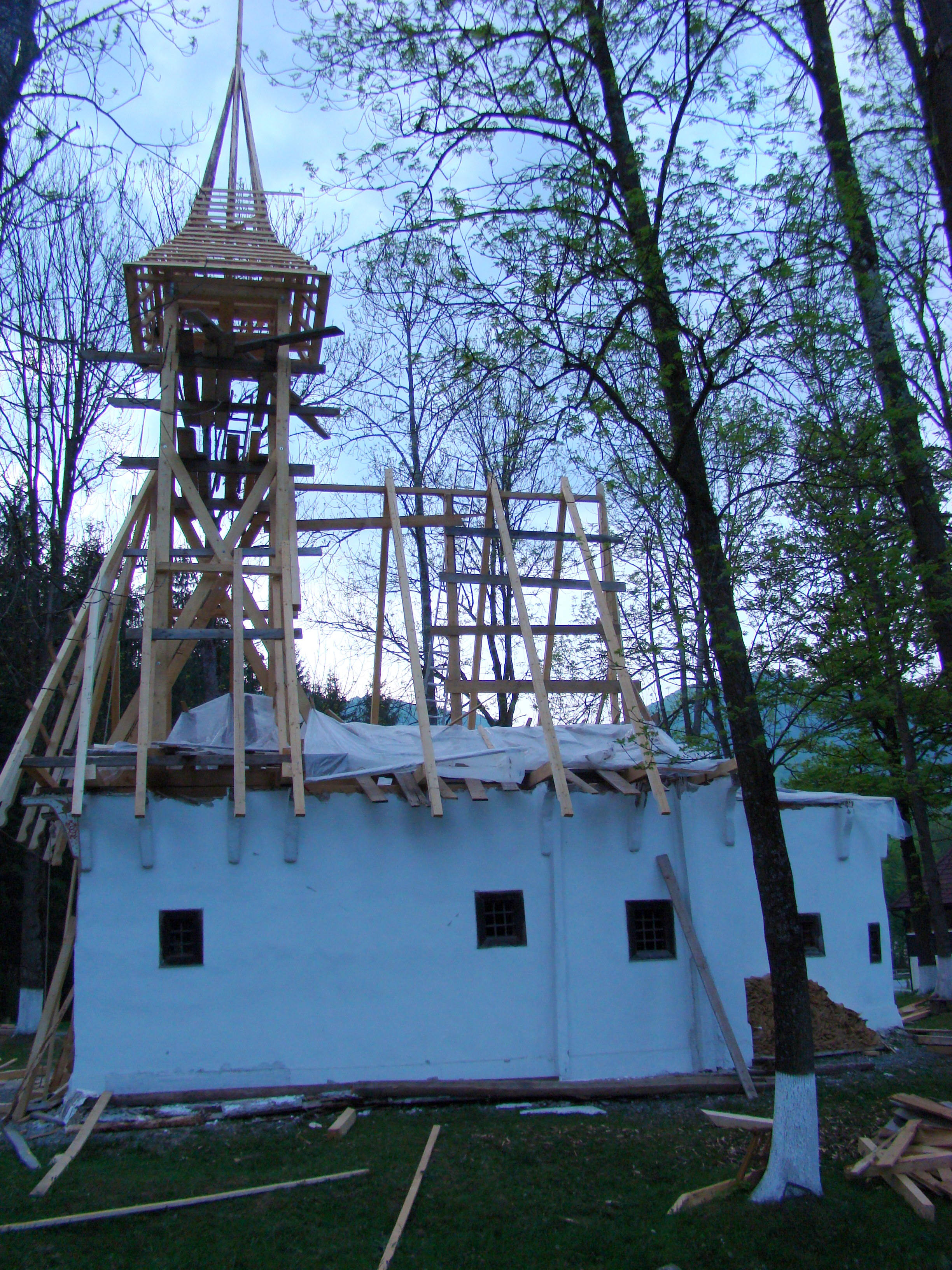
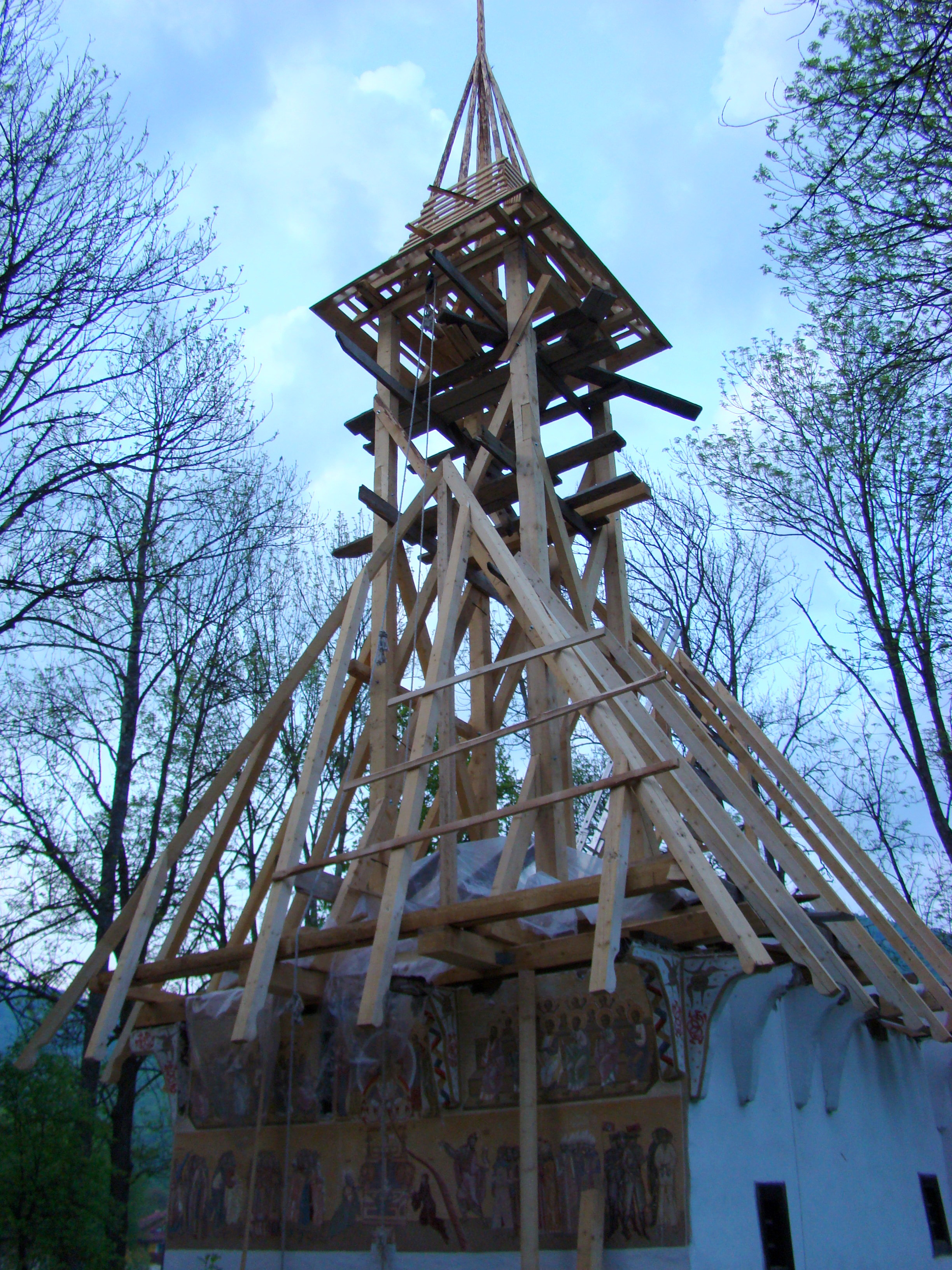
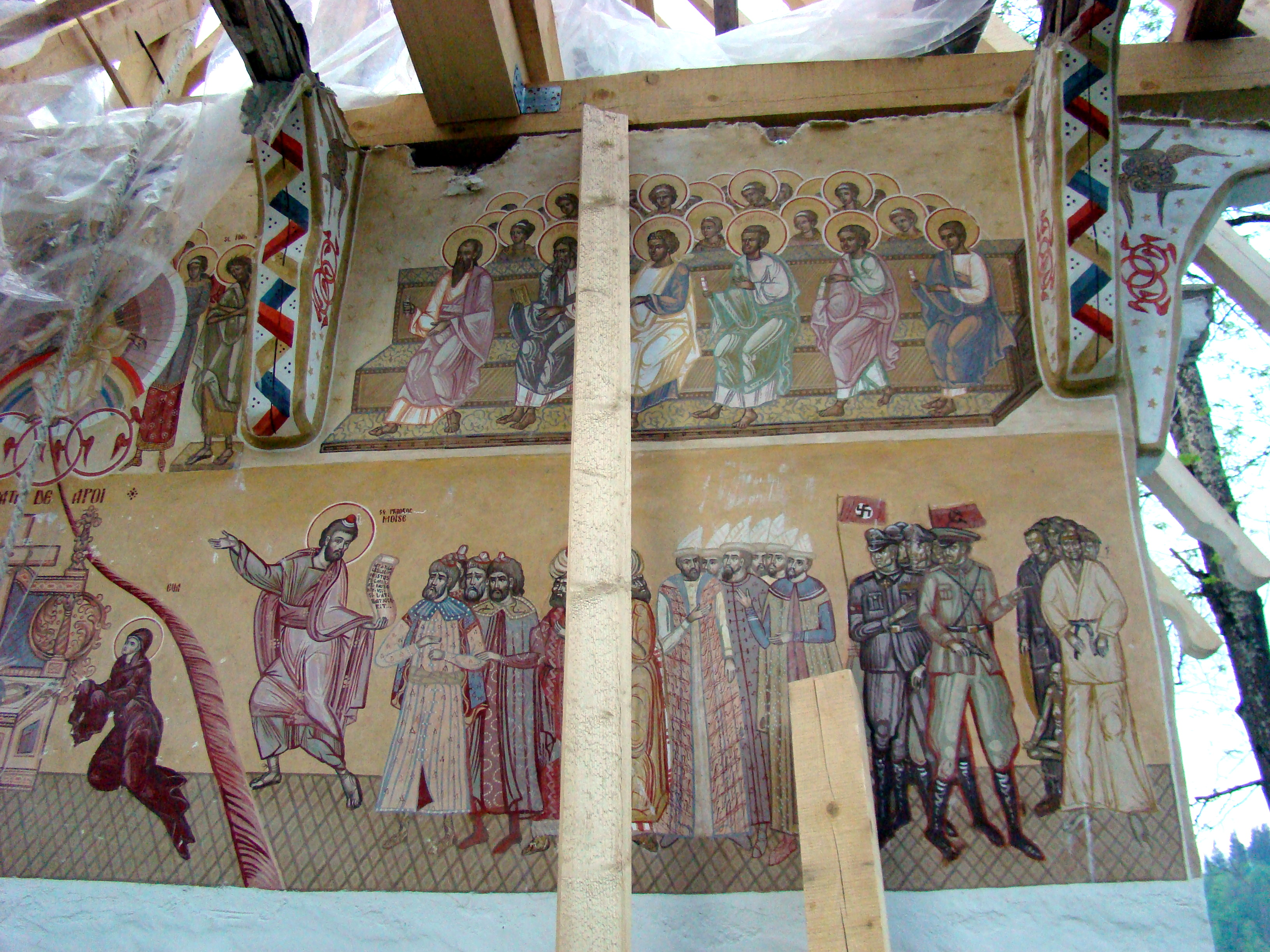
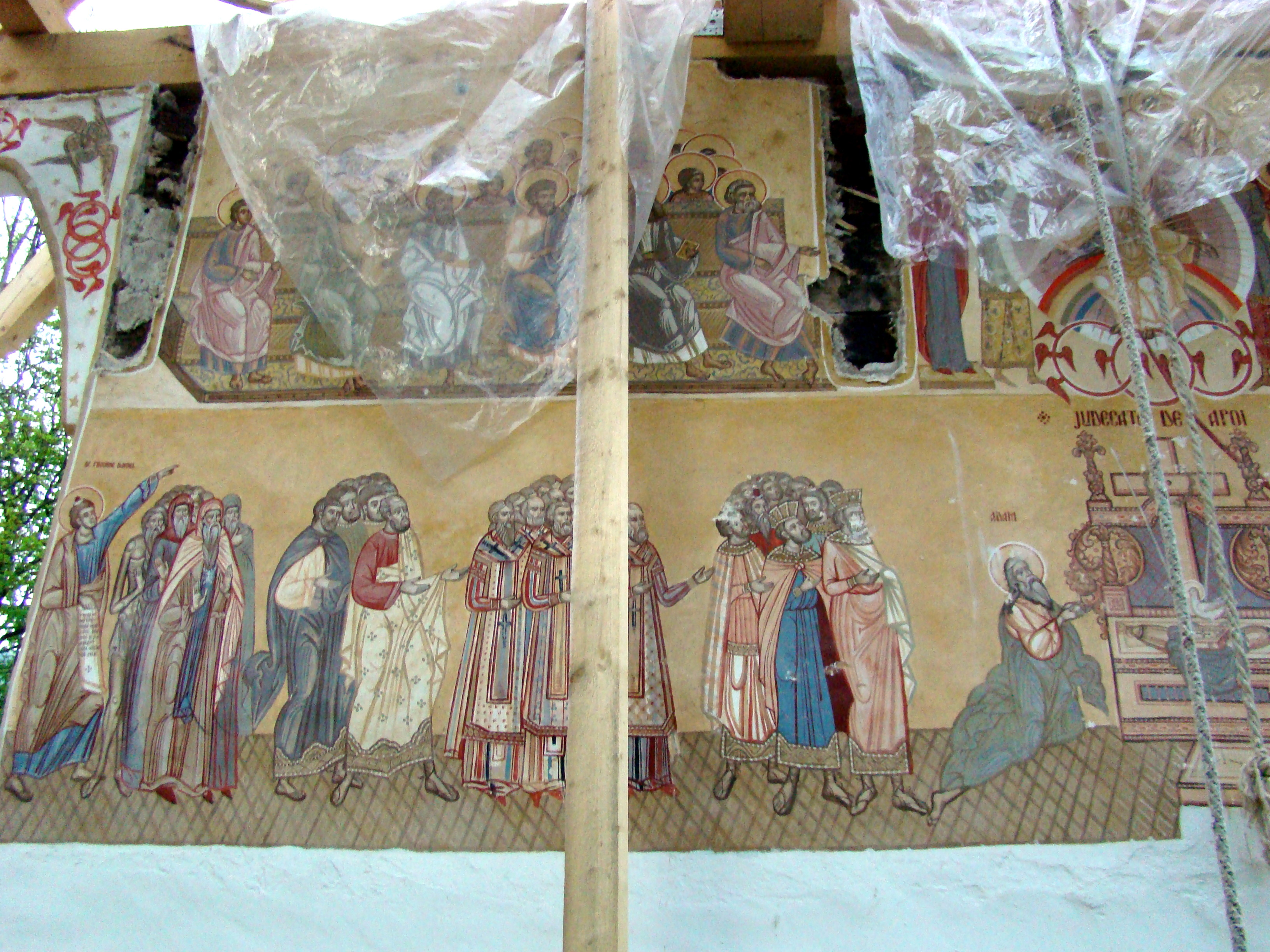
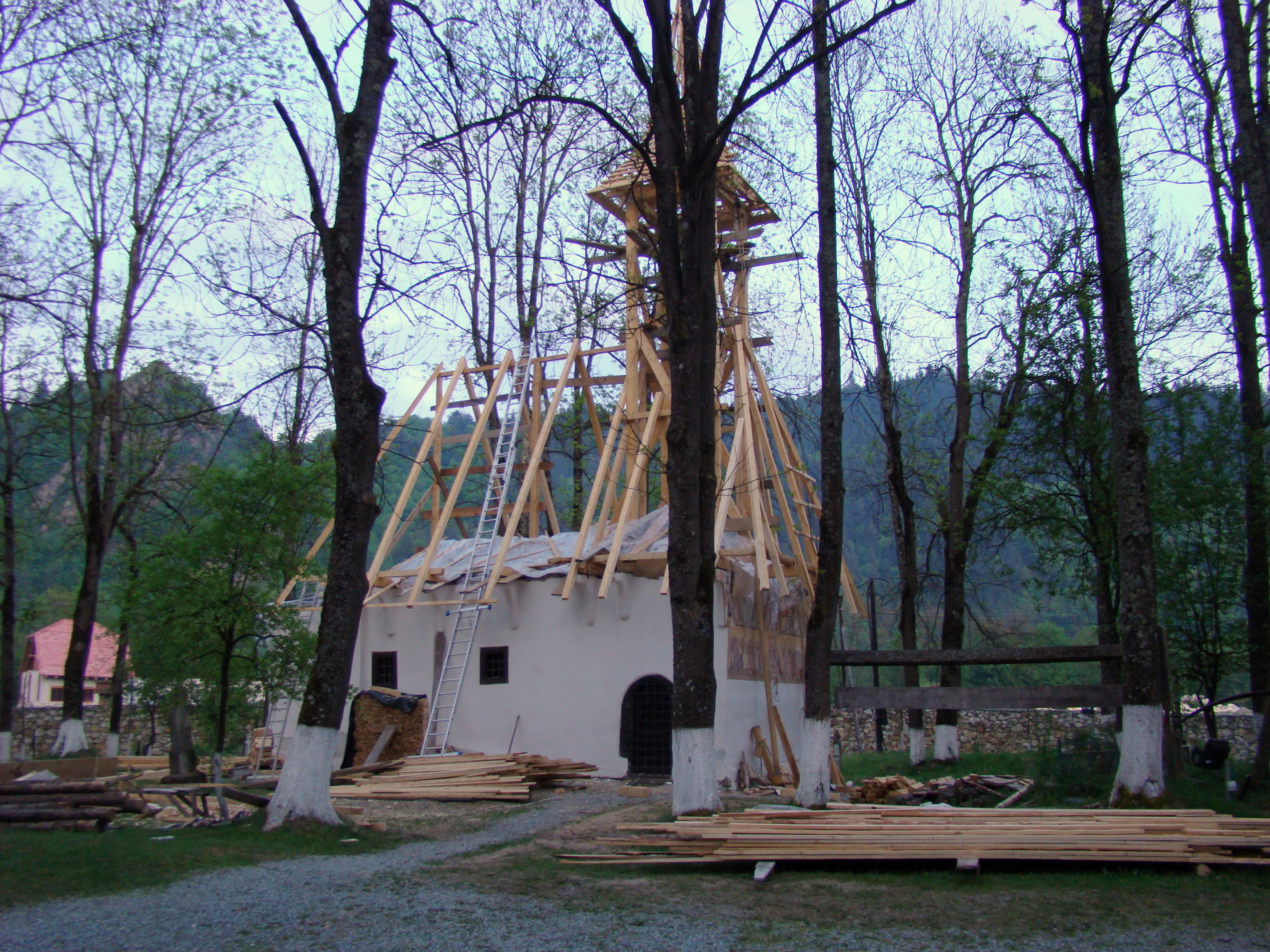
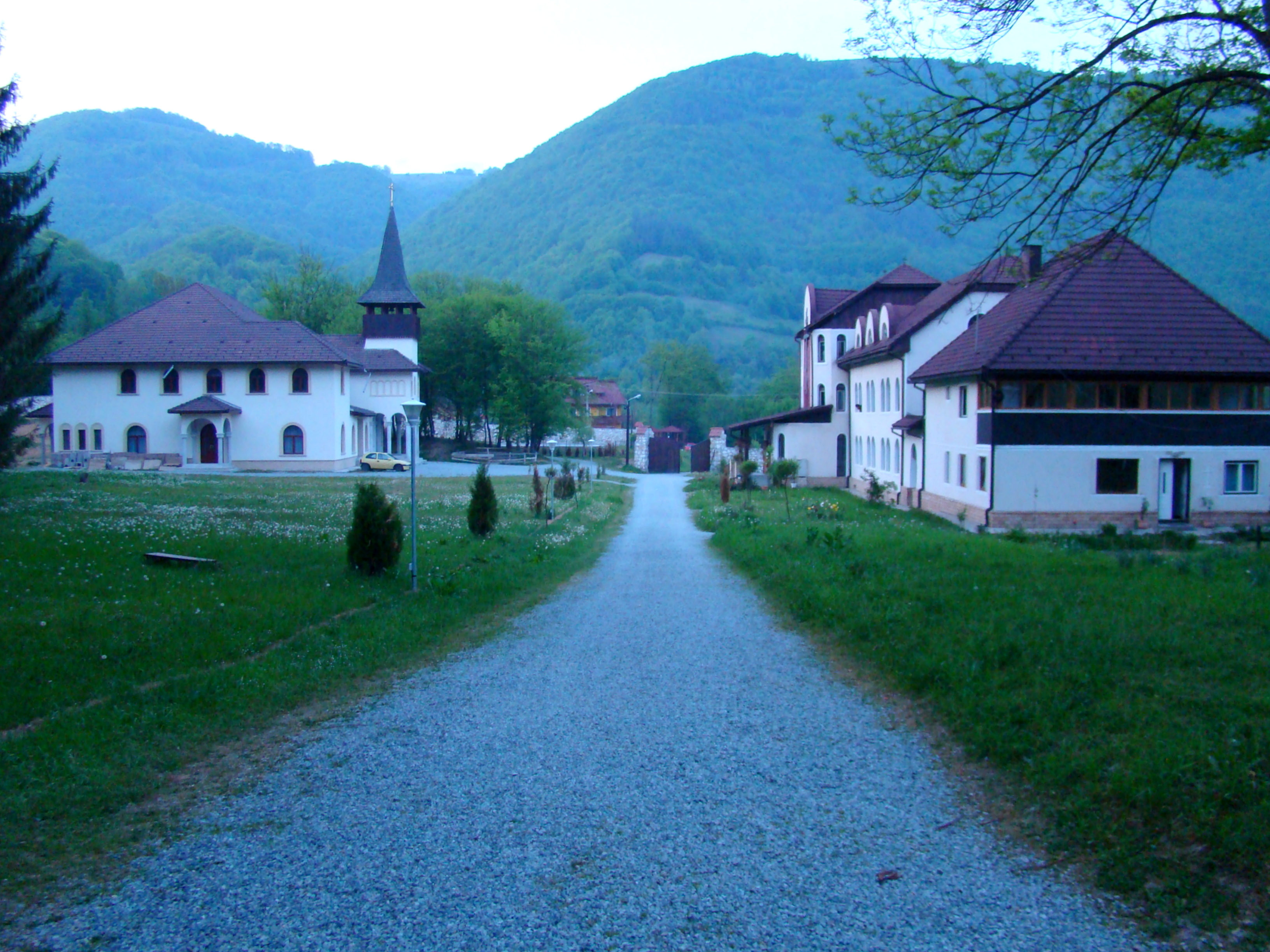